# Château-Gaillard (Amboise)
Pour les articles homonymes, voir Gaillard et Château-Gaillard.
Le domaine royal de Château-Gaillard, voulu par Charles VIII à son retour de la première guerre d'Italie, se situe à Amboise dans le Val de Loire. Comprenant notamment un logis-royal comptant parmi les châteaux de la Loire, il s’étend au pied du flanc méridional de l’éperon des Châteliers, à proximité immédiate du Clos-Lucé.
Le domaine de Château-Gaillard fut un « laboratoire » de la Renaissance française : premier jardin d'acclimatation en France avec notamment la création de la première orangerie royale française, premier jardin de la Renaissance française créé par dom Pacello da Mercogliano avec la réalisation de la première perspective paysagère axiale et des premiers parterres « à la française », première transposition française de l’architecture de la Renaissance italienne incarnée par les villas des Médicis à Florence.[réf. nécessaire]
Le domaine royal de Château-Gaillard a fait l’objet d’une inscription au titre des monuments historiques en 1963 pour sa chapelle et ses jardins situés devant le château. Au terme de cinq ans de restauration, le domaine a été ouvert au public en 2014. L'ensemble du domaine de Château-Gaillard est protégé au titre des monuments historiques en 2023.

## Historique

### Création du domaine royal
Château-Gaillard est un domaine royal réalisé pour Charles VIII à son retour de la première guerre d'Italie en 1496. Admiratif de la villa Poggio Reale de Ferdinand le Catholique à Naples, il souhaita disposer d'une résidence comparable à proximité de son château d'Amboise.

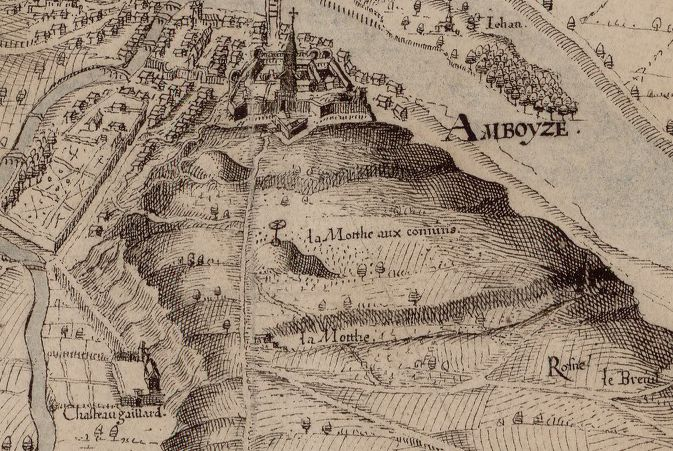
Carte d'Amboise en 1600

Voisin du Clos Lucé, le domaine royal de Château-Gaillard consiste en un château édifié sur une terrasse dégagée du flanc méridional de l’Éperon des Châteliers, dominant un parc d’une quinzaine d’hectares aménagé sur d’anciens marais de l’Amasse. Exposé au sud et abrité des vents du nord par une vaste concavité abrupte de l’éperon formant une falaise d’une vingtaine de mètres de haut, ce site dont le microclimat est comparable au climat méridional, y permit la première transposition française du jardin à l'italienne.

### Jardin royal créé par dom Pacello da Mercogliano
Comptant parmi les créateurs italiens du Quattrocento accompagnant Charles VIII lors de son retour de la Première campagne d'Italie, Pacello da Mercogliano est à l'origine des jardins de la Renaissance française par les créations paysagistes et les travaux d'acclimatation agronomique qu'il conduit à partir de 1496 aux « Jardins du Roy » de Château-Gaillard. L'implantation de ces jardins se fait dans ce site du fait de son exposition au sud et de la présence de sources et cours d'eau, inexistants sur l'éperon du Château d'Amboise. En matière de paysagisme, il y réalise en particulier la première perspective paysagère axiale et les premiers parterres « à la Française », en y intégrant le « miroir d’eau » apporté par l’Amasse et le cours d'une source qui l’alimente. En matière d'acclimatation agronomique, il y mène les premières acclimatations d'agrumes (notamment d'orangers et de citronniers) et de pêchers au nord de la France méditerranéenne, en y développant la serriculture en serres chaudes et en y créant la première orangerie royale française (associant la technique horticole des « caisses d'empotage »). Il est en outre l'obtenteur de la prune reine-claude et à l'origine du développement de la culture septentrionale des melons et tomates en chartreuse comportant des parcelles horticoles séparées par des murs coupe-vent.

### Parc pacellien & premiers jardins de la Renaissance
Traversé par l’Amasse et le cours d’une source qui s’y jette, le parc d’une quinzaine d’hectares s’étend au pied du flanc méridional de l’éperon des Châteliers.

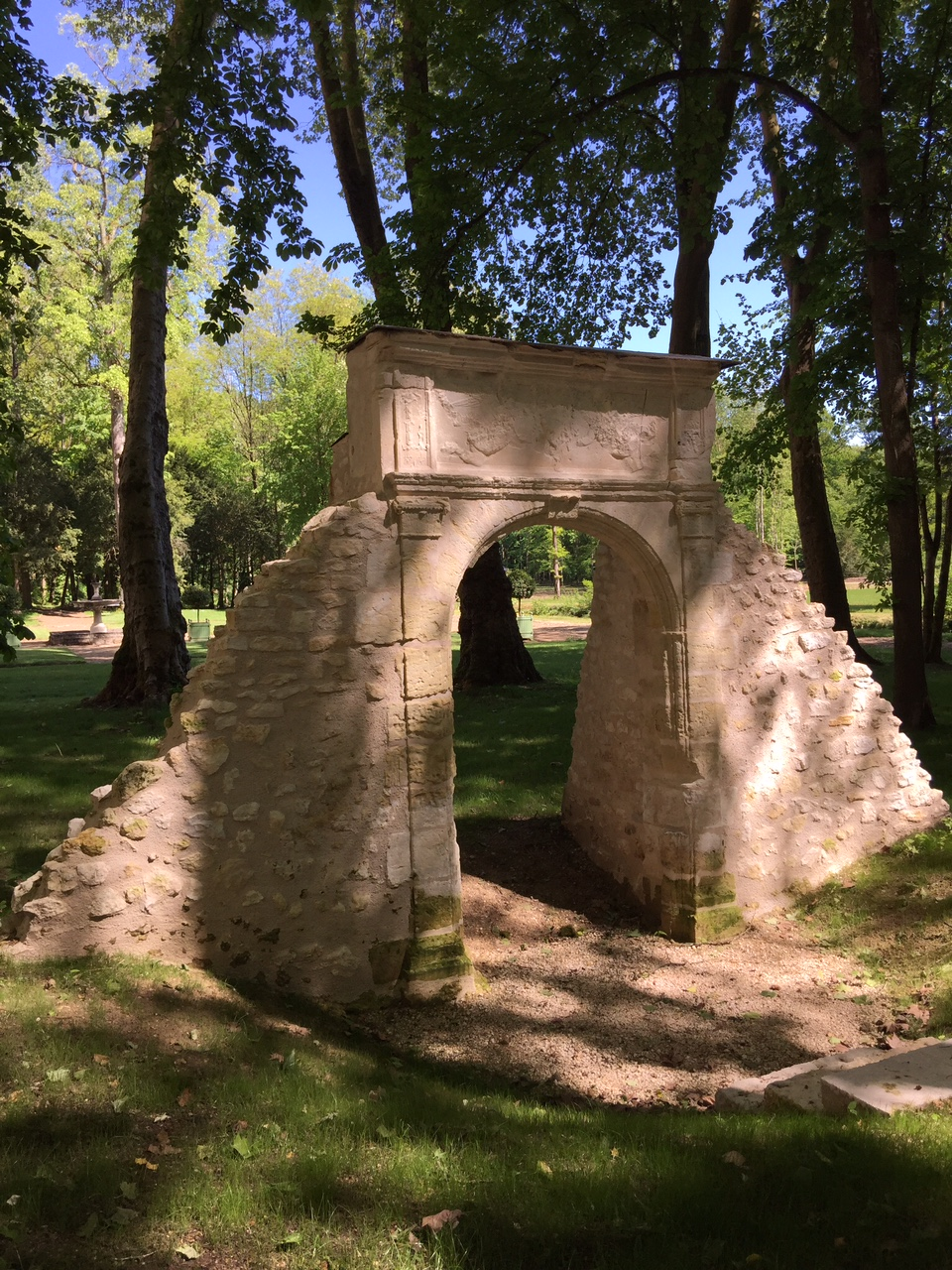
Arche datant de 1496 dans le parc

Conçu et aménagé initialement par Pacello da Mercogliano, il compte notamment : un ancien portail d’accès datant d’environ 1500 dont le linteau est aux Grandes-armes de la Première Maison de Valois, des arbres multiséculaires (chênes, cèdres, ifs, tulipiers de Virginie, ormes, hêtres, acacias, arbres de Judée…), une chaumière du XVIIIe siècle, des grottes ainsi qu’une allée de 350 mètres de long bordée de plusieurs rangées de platanes, créée en 1885 par Jean Théodore Coupier,, ingénieur chimiste et industriel, alors propriétaire des lieux.
Les huit « grands parquets » devant le château dégageant pour la première fois la perspective axiale forment un parterre monumental qui autrefois était entouré d'un jardin clos de 1 hectare, délimité par de hauts murs de plus de trois mètres de hauteur. Aujourd'hui redessiné depuis 2012 et planté de végétaux, il recrée l'atmosphère et l'ambiance micro-climatique de 1500.
En 1848, Cartier dans sa revue d'archéologie tourangelle rappelle que le domaine prit le nom de « Jardins du Roy » dès 1500.

La fontaine de jouvence centrale entoure l'allégorie des quatre fleuves du paradis : l'eau, le lait, le vin et le miel. 

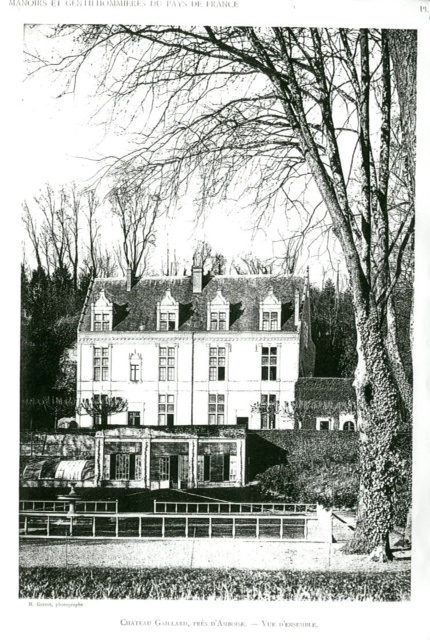
Château-Gaillard vue d'ensemble datant de 1925

### Personnalités notables propriétaires du domaine
Louis XII cède le domaine à Pacello da Mercogliano en 1505 (cession que ce dernier fera entériner par lettres patentes de François Ier), contre un bail annuel de 30 sols et un bouquet de fleurs d'orangers par an.
Après avoir été l'une des résidences de Charles VIII et d’Anne de Bretagne puis de Louis XII, de François Ier et de Pacello da Mercogliano, le domaine royal de Château-Gaillard voit successivement séjourner en ses murs notamment : René de Savoie et Anne Lascaris, Jean III de Lorraine, François II et Marie Stuart, Charles de Guise-Lorraine qui y fait remanier la façade du Logis royal en 1559, René de Villequier, la famille Della Rovere, André Malraux et Louise de Vilmorin.

## Château

### Architecture du Logis royal

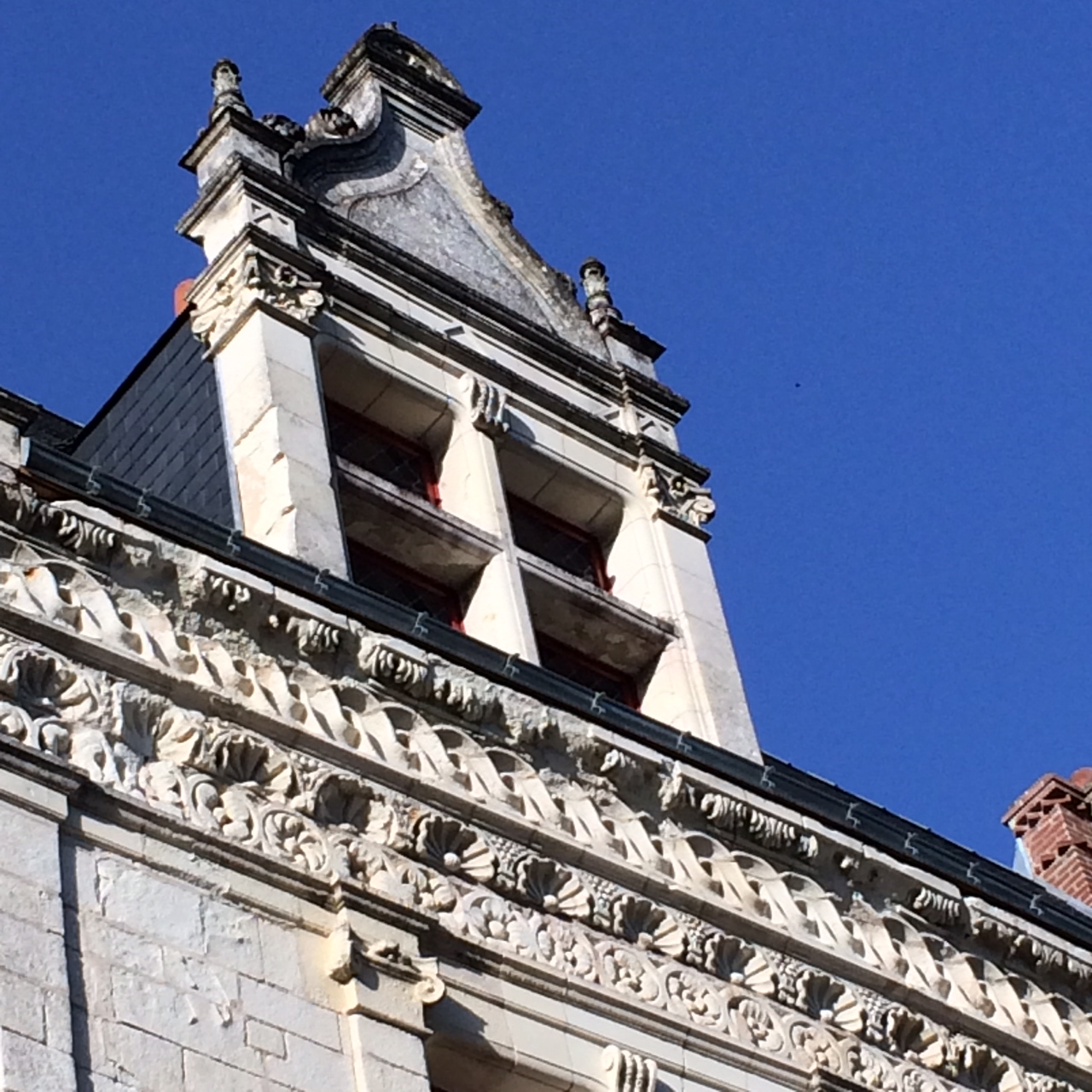
Chien-assis et entablement

Par son architecture générale conforme aux règles architectoniques des bâtiments français du XVe siècle (toitures pentues, lucarnes surmontés d'un fronton en trapèze curviligne surmonté d'un fronton cintré orné d'une coquille et candélabres en acrotères, tourelle d'escalier hors-œuvre en poivrière de plan octogonal, croisées, etc.), à laquelle sont associées une ornementation intérieure et une façade de corps de logis sur terrasse intégrant les critères artistiques de la Renaissance italienne, le Logis royal de Château-Gaillard présente une harmonieuse synthèse architecturale du Gothique international et de l'architecture de la Renaissance.
Les grands chiens-assis, les hautes croisées à double-traverses et un imposant entablement confèrent en outre au Logis royal une puissance architectonique répondant à la puissance naturelle de la falaise à laquelle il est adossé. Le Logis royal compte en outre de nombreux motifs héraldiques, dont le corps de devise emblématique de François Ier (figurant une salamandre) apposé au faîte des pignons du Corps de logis. Les comptes de construction du Logis royal de Château-Gaillard ne sont pas connus. En outre, aucune archive reconnue ne désigne explicitement ses concepteurs, maîtres d'œuvre, bâtisseurs et ornemanistes.

#### Ornementation de la façade du corps de logis
Dans un état de conservation remarquable, la façade en pierre de taille en tuffeau blanc du corps de logis présente une combinaison de différents critères architecturaux. De proportions orthonormées « à la Bramante », régulière et symétrique, elle comporte un certain nombre de singularités de modénature pouvant être rattachées aux principes architecturaux de la Première-Renaissance italienne. En outre, elle a été remaniée à partir de 1559 par Charles de Guise-Lorraine selon les critères ornementaux de la Haute-Renaissance : imposant entablement (d'une hauteur exceptionnelle d'1,20 m), pieds-droits des croisées et des portes extérieures doublés d'un jambage en pilastre surmonté d'un chapiteau, pieds-droits des chiens-assis surmontés d'un chapiteau, couronnements à coquilles, trumeaux de portes ornés d'un cartouche à rinceaux.

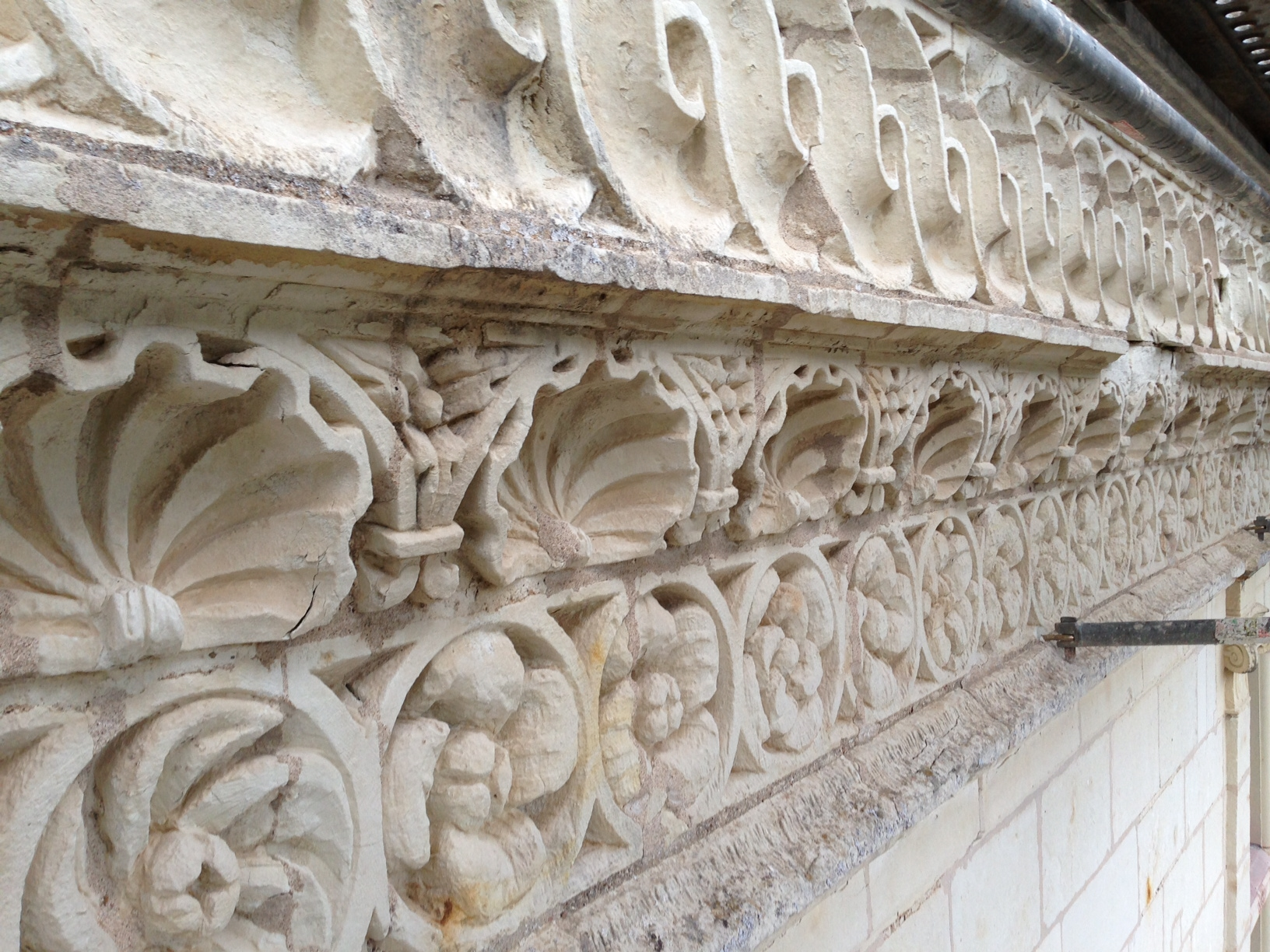
entablement
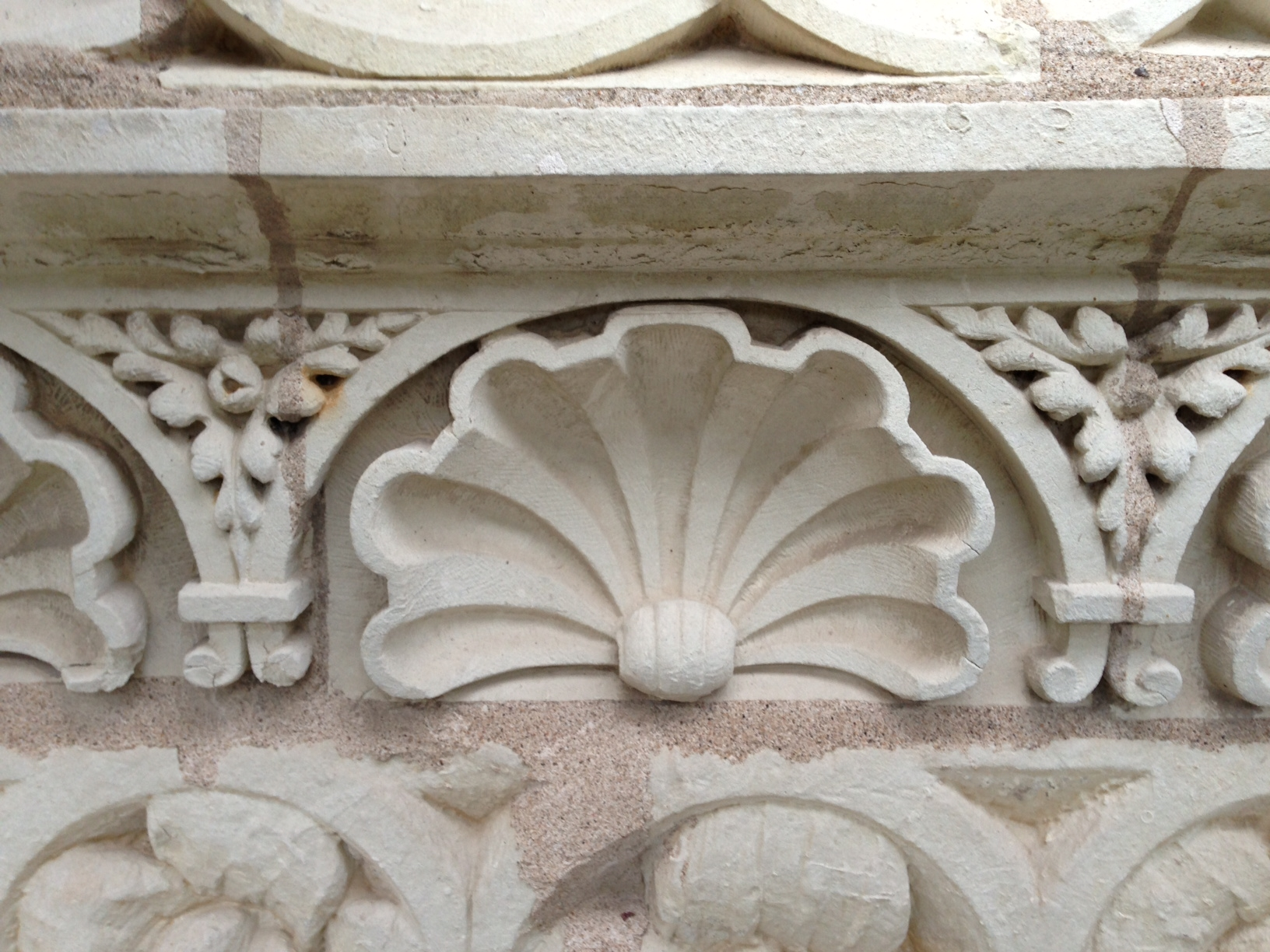
coquille, détail de la frise
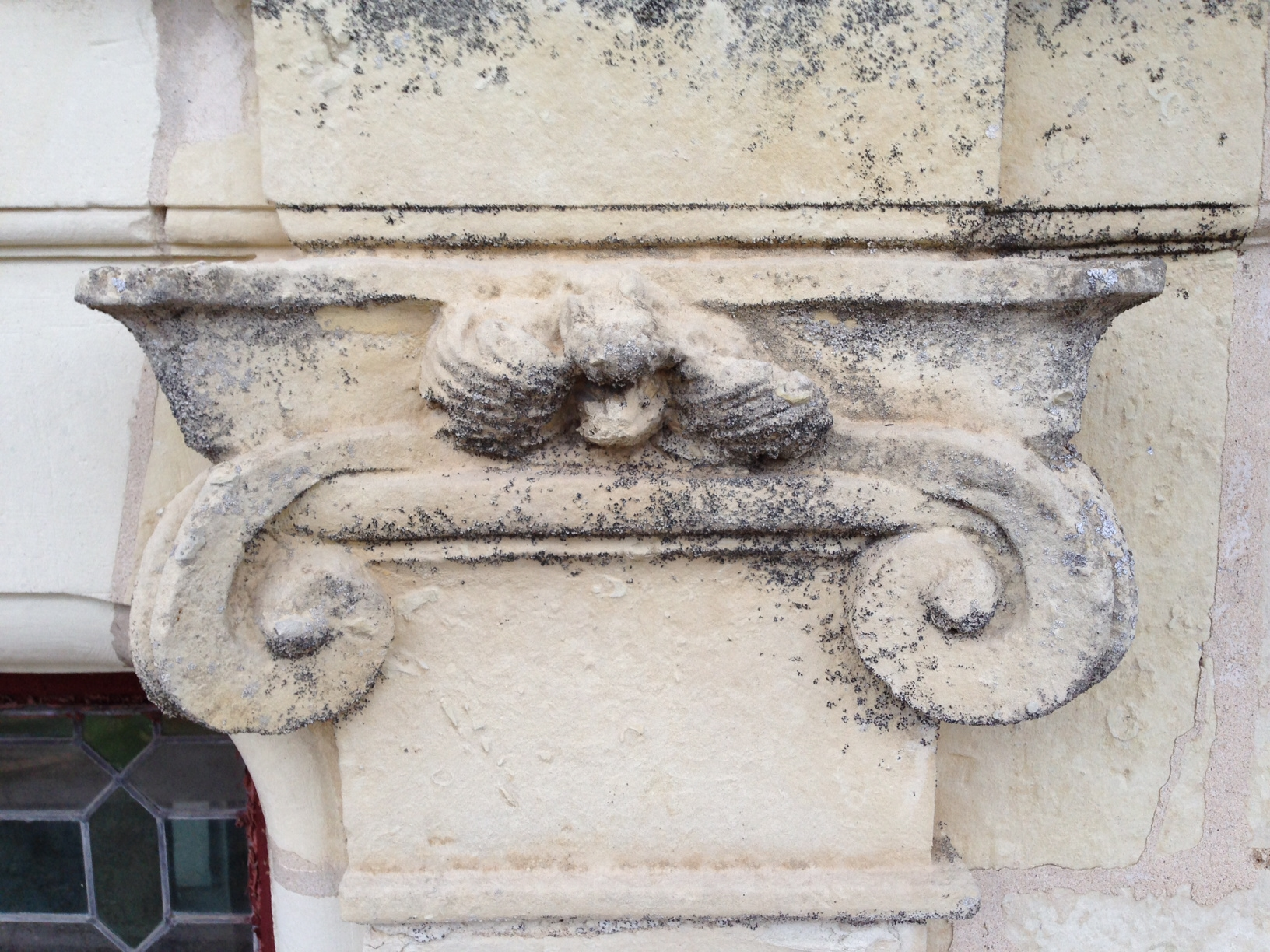
chapiteau orné de volutes d'une colonne ionique
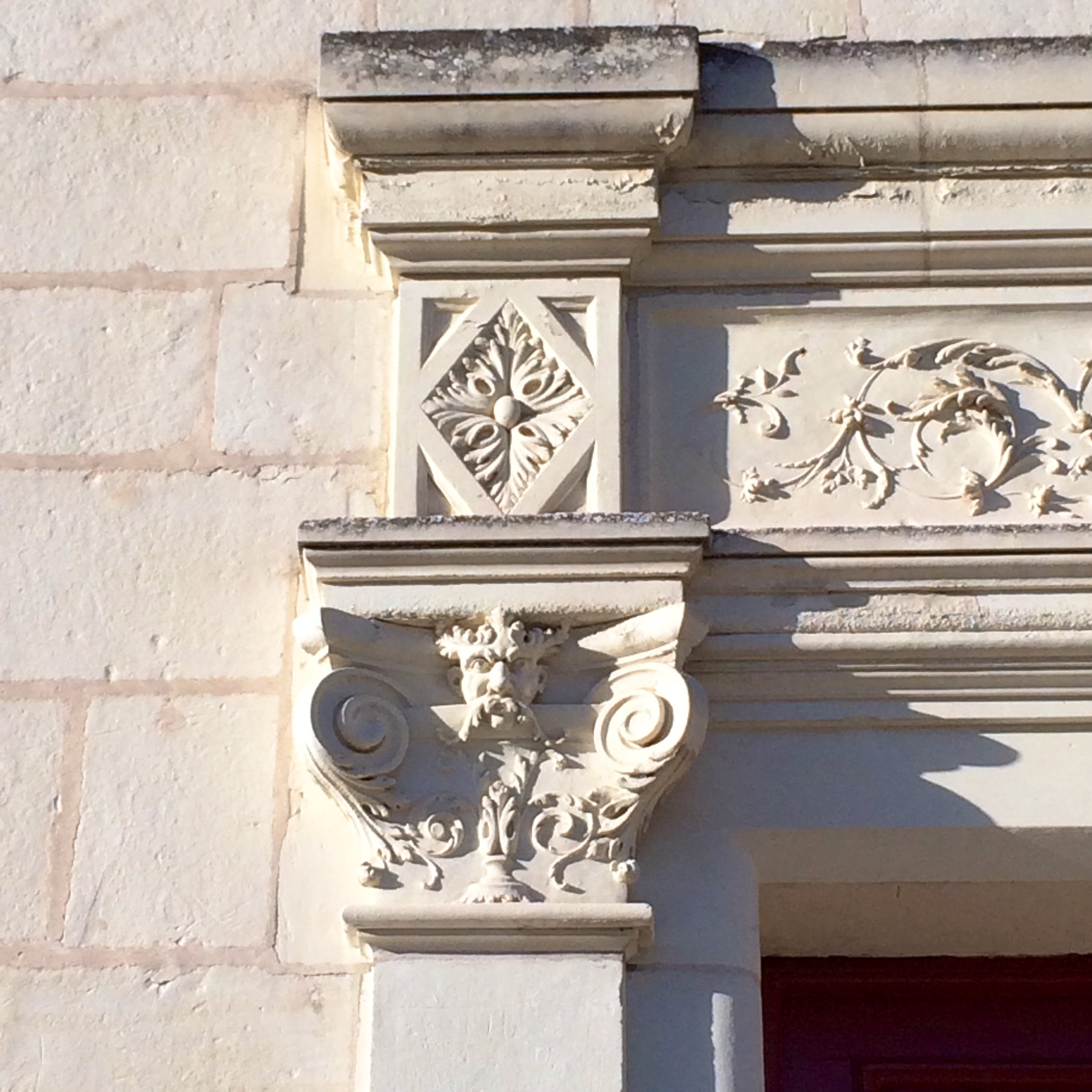
chapiteau à putti et tête de martyr
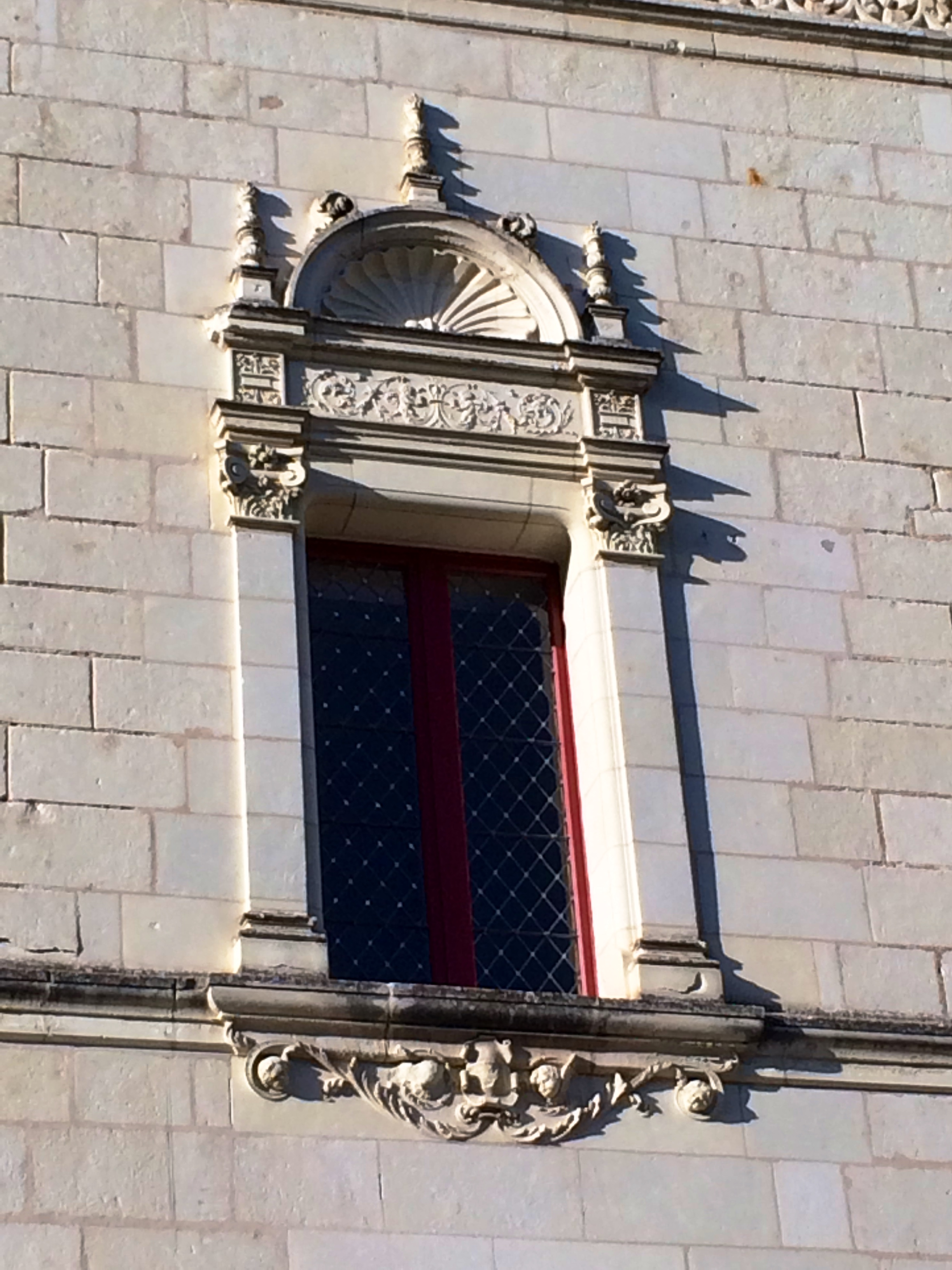
fenêtre encadrée de pilastres et surmontée d'une coquille

Les sculptures des chapiteaux surmontant les pilastres encadrant les croisées sont toutes différentes les unes des autres, alternant ordres ionique et corinthien. Les trois frises sculptées de l'entablement figurent de haut en bas des méandres, des coquilles et des rosettes. La corniche est quant à elle sculptée de feuilles d'acanthe. De nombreuses restaurations des sculptures entreprises depuis 2010 (par le sculpteur Bisson) permettent de mettre en valeur de nombreux éléments datant de la première Renaissance. De nombreux blasons ornent la façade tels ceux de René de Savoie, oncle de François 1°, René de Villequier, Grand Chambellan d'Henri III, d'Honorât de Savoie, du Cardinal de Lorraine-Guise, tous propriétaires du Domaine royal.

#### Croisées à vitraux

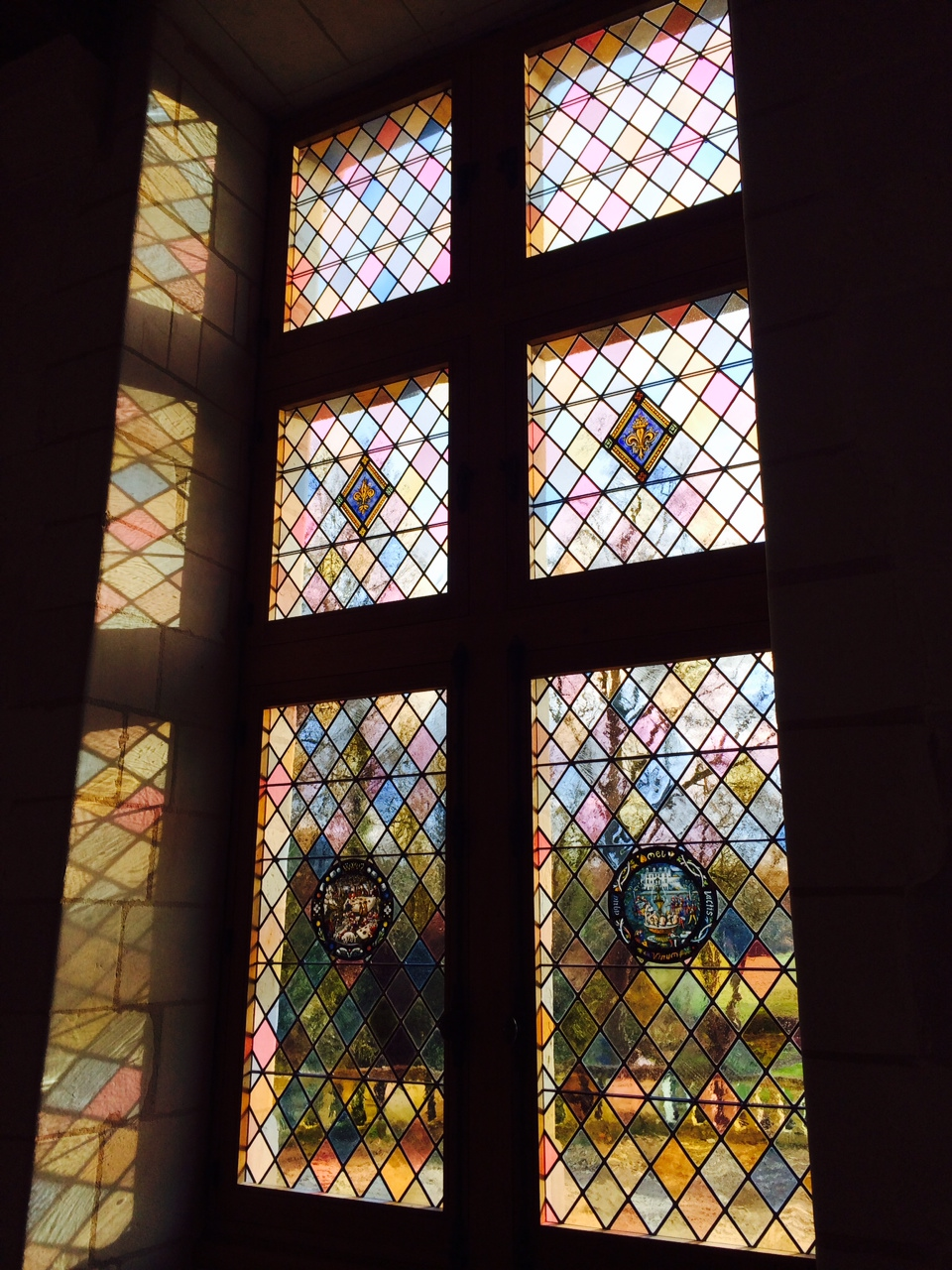
Vitrail façade sud.

Les hautes croisées à double-traverses de la façade du corps de logis disposent de châssis à vitraux polychromes. Ces vitraux ont été restaurés conformément à l'art du vitrail du XVIe siècle : pièces de verre soufflées à la bouche (par la Verrerie de Saint-Just) décorées puis assemblées au plomb et laiton (par le vitrailliste Audoux de La Croix-en-Touraine). Ils reproduisent des œuvres iconographiques des XVe et XVIe siècles dont les thèmes ont pour la plupart un rapport avec l'histoire de Château-Gaillard : portraits de détenteurs du domaine, Fontaine de jouvence, culture des orangers, Conjuration d'Amboise, obtention de la prune Reine-Claude, première campagne d'Italie, Collation à la chasse (d'après le Livre de chasse de Gaston Fébus), Chasse de Saint-Hubert....

#### Tourelle et cour

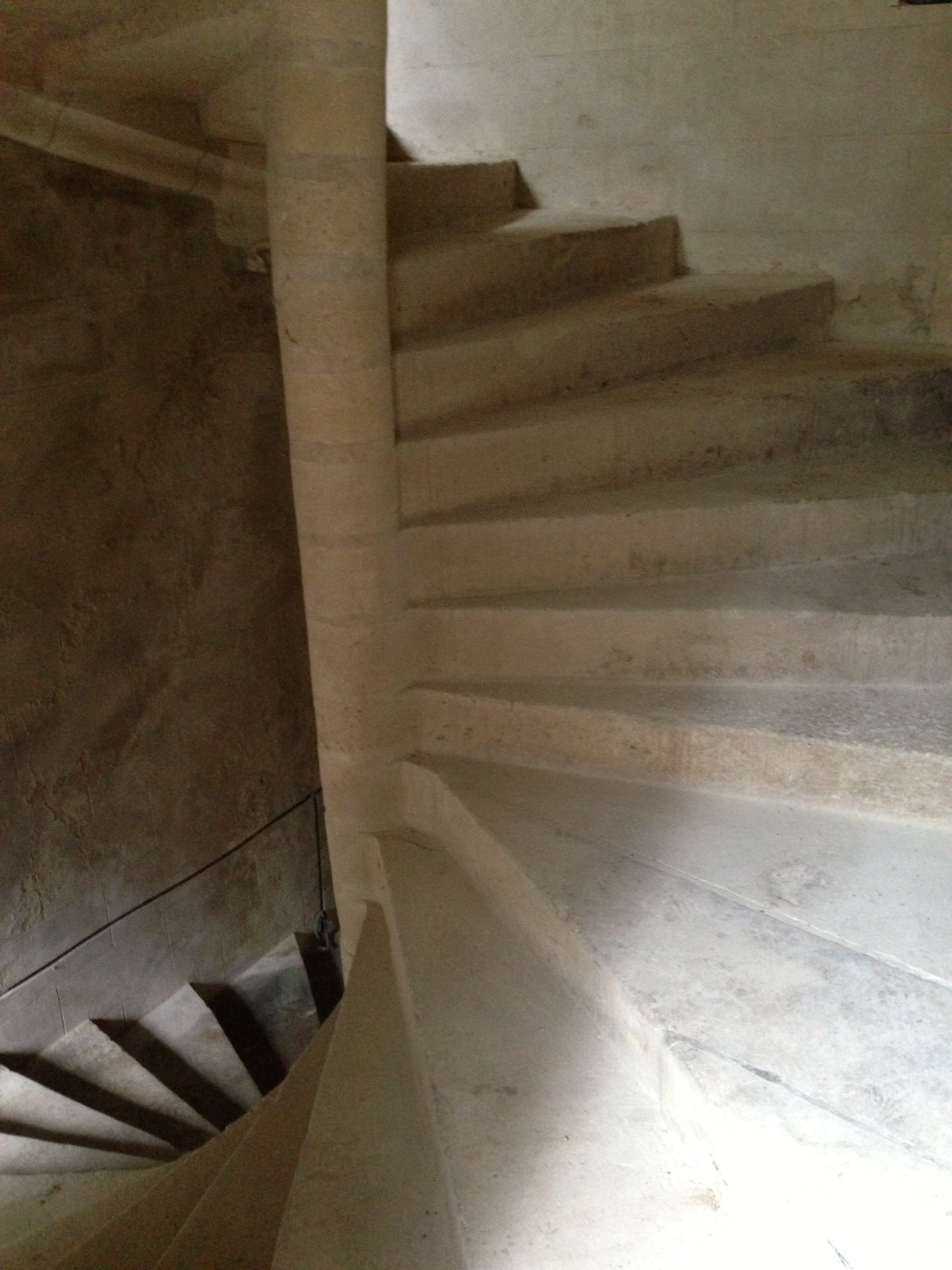
Escalier à vis de la tourelle

La tourelle du XVe siècle en poivrière, de plan octogonal d'une section de 2,75 m, abrite un escalier à vis desservant les trois étages du corps de logis. Elle serait le seul élément subsistant de la construction médiévale précédente, ce qui expliquerait son emplacement atypique à l’arrière de ce dernier[réf. nécessaire]. Trois culs-de-lampe du XVe siècle y subsistent, figurant : un diablotin, un soleil et une chimère. Avant le remaniement de la façade du corps de logis par Charles de Guise-Lorraine à partir de 1559, l'accès au corps de logis se faisait à l'arrière de ce dernier par la porte extérieure de la Tourelle, dont le linteau est aux armes de René de Savoie.
Cette tourelle aux dimensions monumentales faisait partie d'un ensemble castral visant à protéger l'entrée sud de la cité d'Amboise par la rivière de l'Amasse. Cet ensemble castral est encore visible sur des cartes postales de 1900 laissant apparaître des murailles et une tour sur le coteau.
Le pavage de la cour, située à l'arrière du corps de logis (entre ce dernier et la falaise), a été entièrement restauré.

### Aménagements intérieurs du Corps de logis

#### Salle Louis-XII

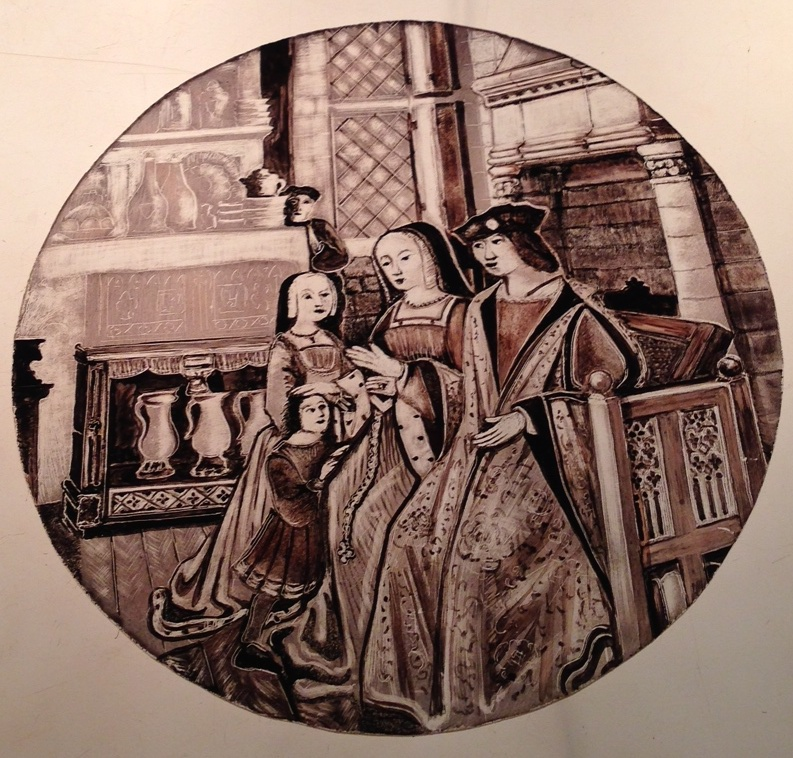
Enluminure représentant Louis XII et Anne de Bretagne

Le fronton de la cheminée monumentale italianisante, encadré de pilastres surmontés d'un chapiteau d'ordre composite, est orné des emblèmes de Louis-XII et d'Anne de Bretagne : respectivement le porc-épic et l'hermine.
Inspirés de l'enluminure « L’Homme riche ou la Noblesse » figurant dans le manuscrit « Les quatre états de la société » de Jean Bourdichon, les vitraux restaurés représentent : Anne de Bretagne et Louis XII en famille, leurs emblèmes, ainsi que ce dernier dictant ses instructions à son conseiller Hector de Troyes quant à la célébration de sa victoire d'Agnadel sur la république de Venise.

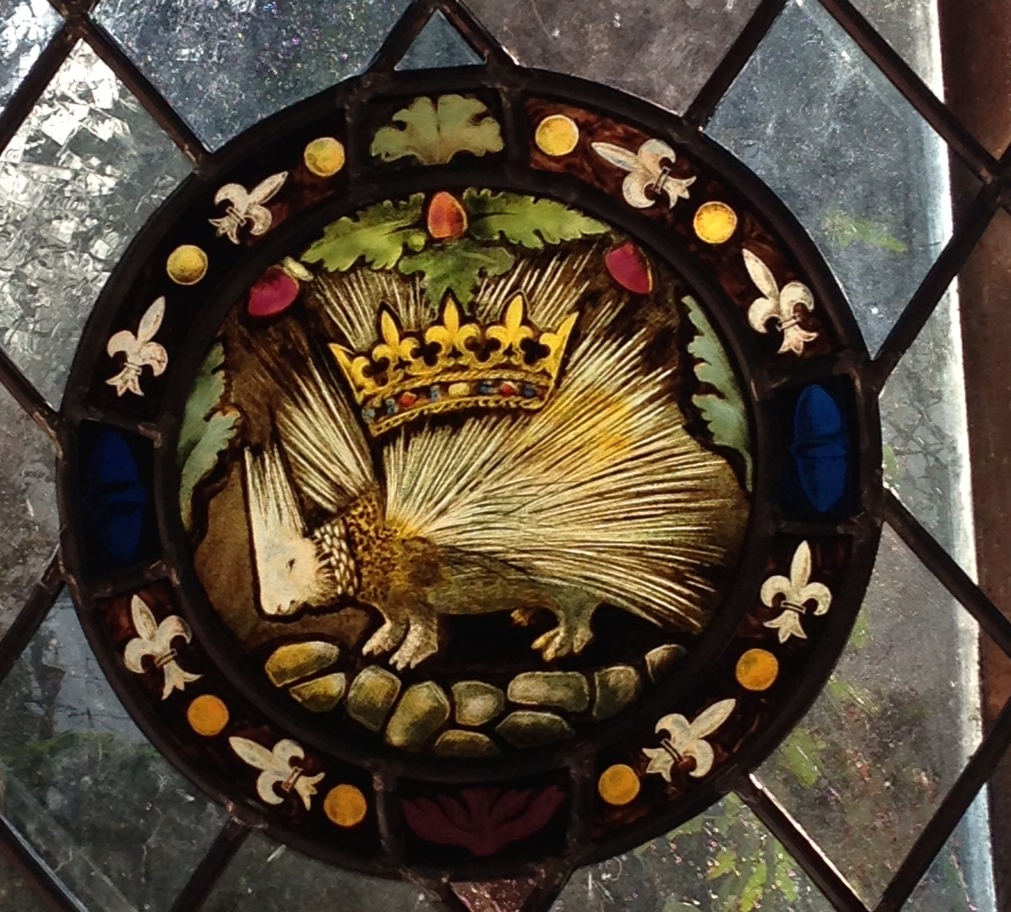
Emblème de Louis XII, le Porc-Epic
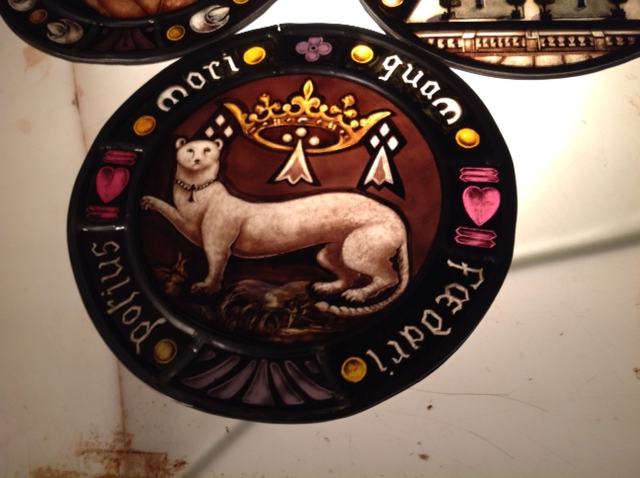
Emblème d'Anne de Bretagne, l'Hermine
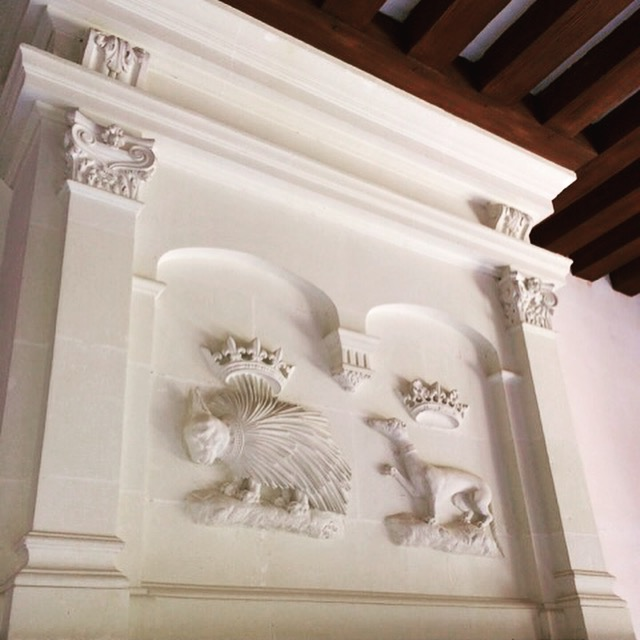
Fronton de la cheminée

#### Grand-salon Charles-VIII

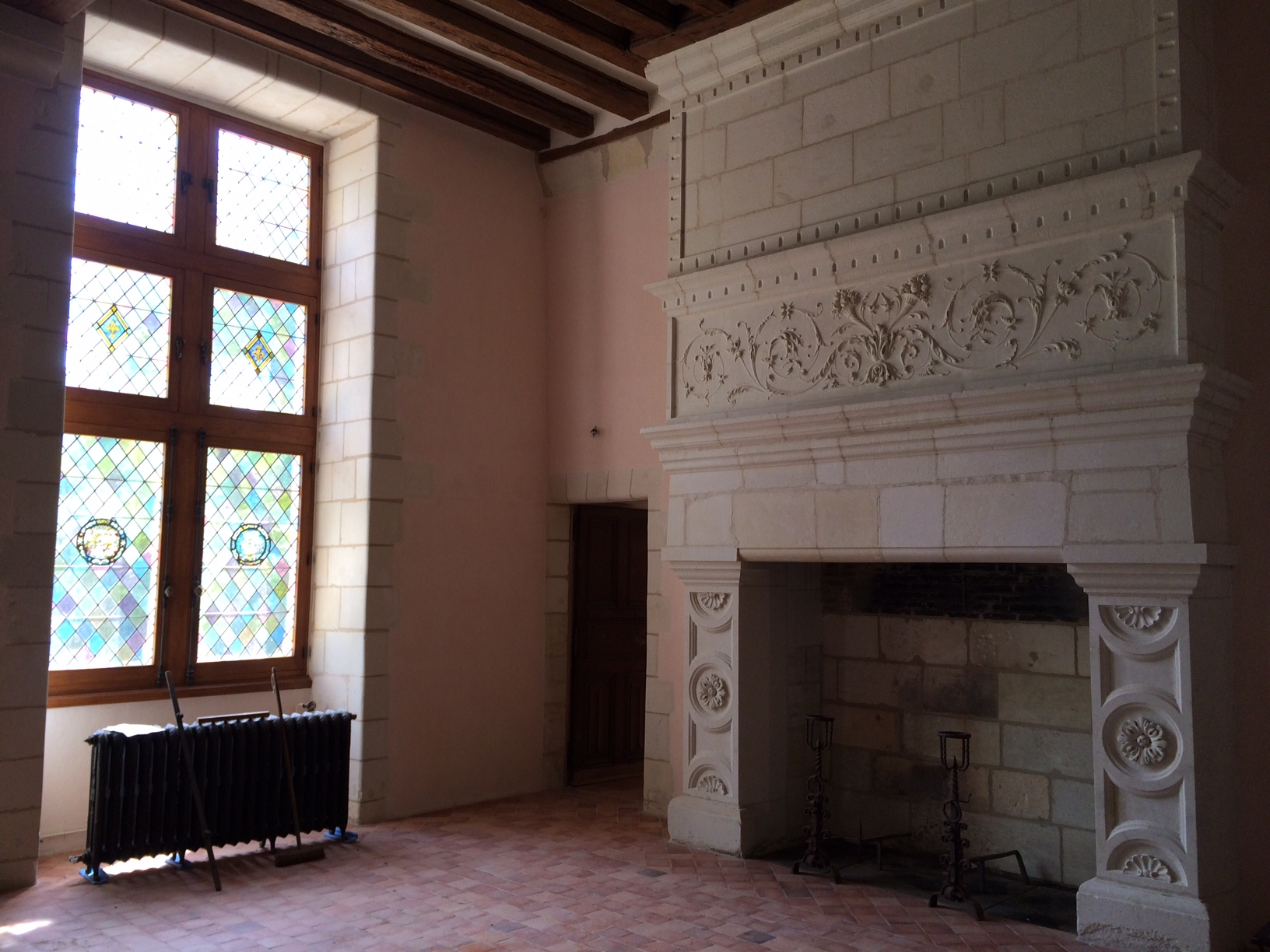
Cheminée du Grand-salon

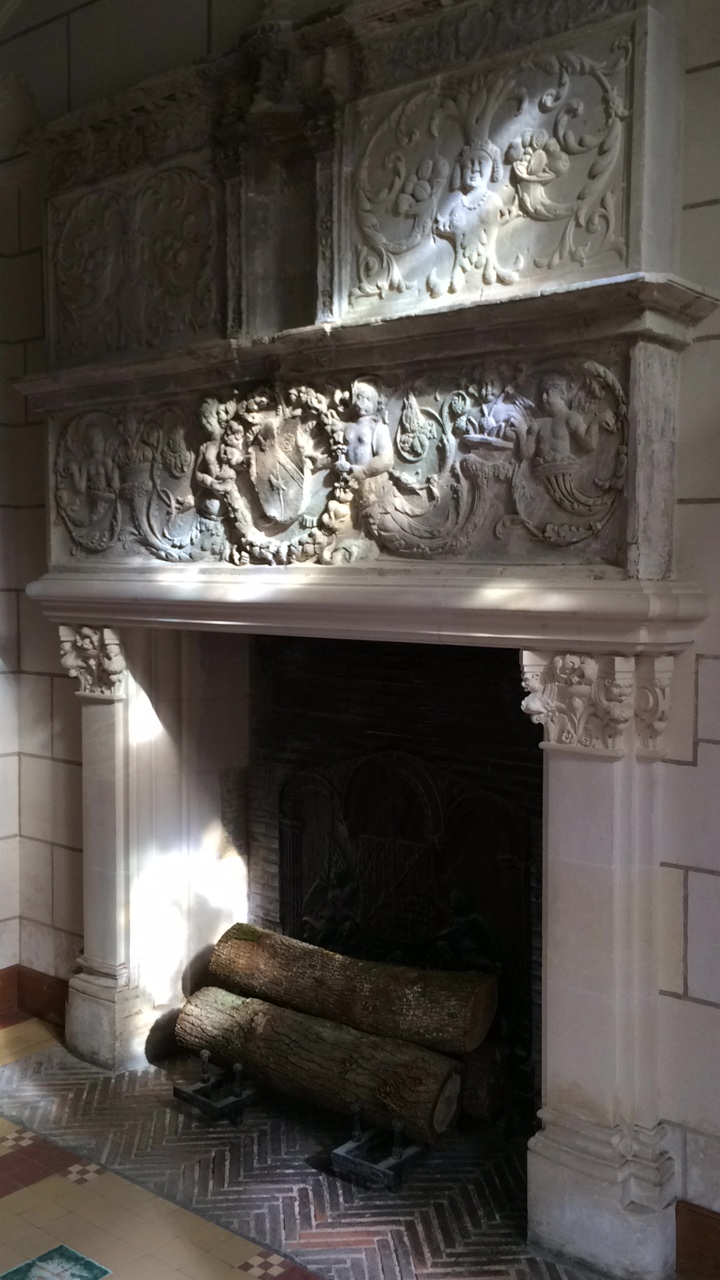
Cheminée de la salle à manger

De grandes dimensions très équilibrées, le Grand-salon dispose d’une cheminée monumentale italianisante dont le fronton de hotte est orné d'un cartouche à rinceaux et les jambages de rosettes, d’un plafond à la française (qui aurait été réalisé à partir de 1519 lorsque le domaine était détenu par René de Savoie), d’un sol carrelé de tomettes (alternant terre de Sienne et kaolin) et de deux portes sculptées : l'une de dragons et sirènes, l'autre de l'emblème de François Ier : une salamandre couronnée.

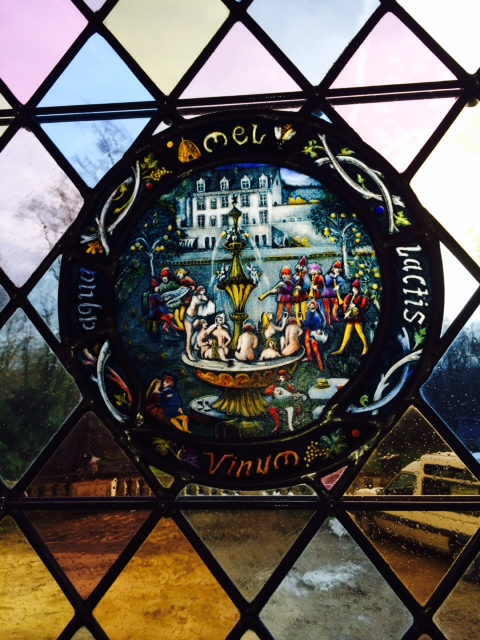
La fontaine de Jouvence.

Les vitraux restaurés figurent : les grandes-armes de la Première-Maison de Valois, la Fontaine de jouvence, la Collation à la chasse (d'après le Livre de chasse de Gaston Fébus), un portrait de Charles VIII arborant le collier de l'ordre de Saint-Michel (inspiré d'un des tableaux détenus par le musée Condé) et un portrait équestre de Louis-XII s'inspirant de son entrée solennelle dans Gênes en 1507 (d'après la statue équestre surmontant le portail d'entrée de l'aile Louis-XII du château royal de Blois).

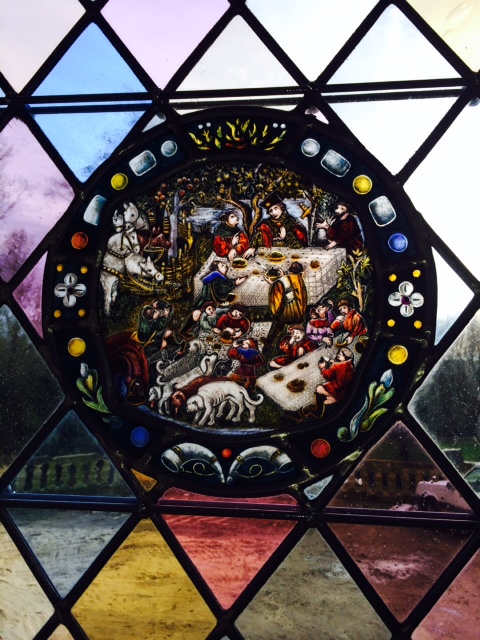
La collation à la chasse d'après Gaston Fébus.
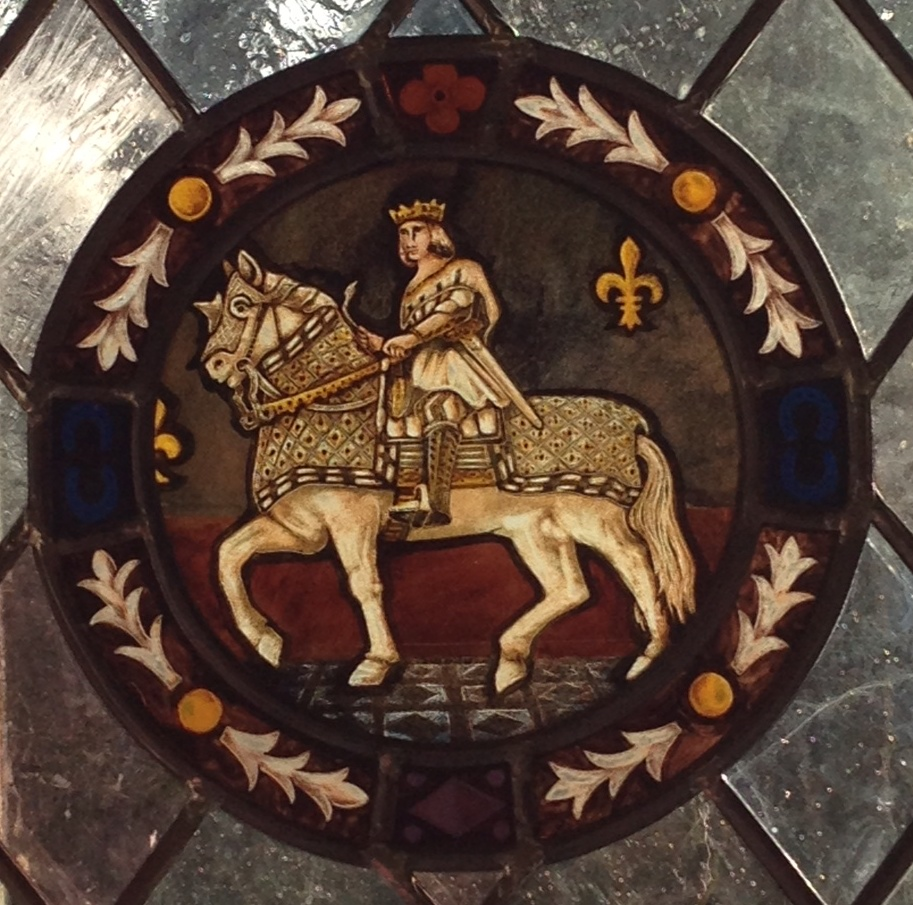
Vitrail Louis XII conquérant.
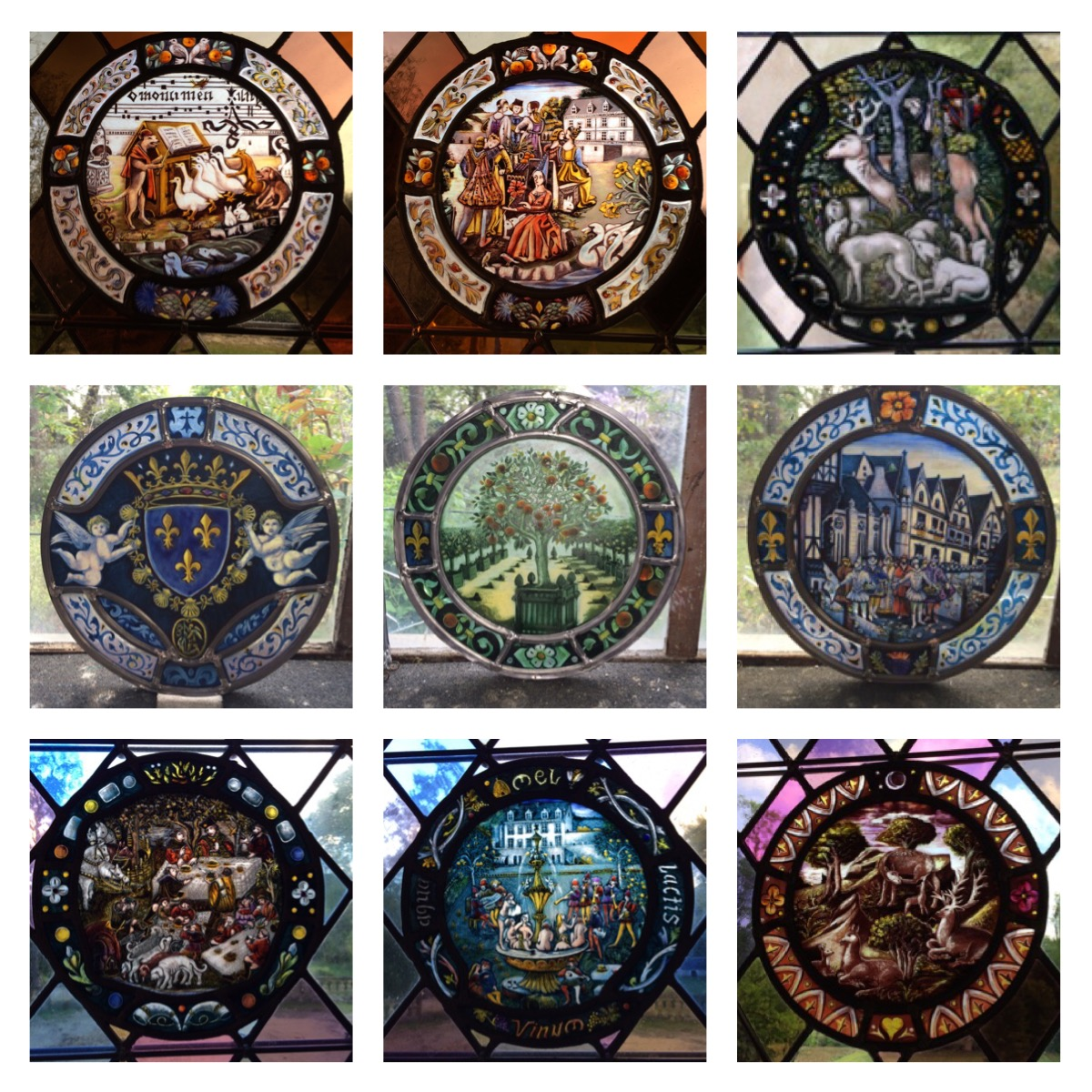
Vitraux du château

#### Salle à manger du Cardinal de Lorraine

Armes Cardinal de Guise.

La salle à manger du cardinal Charles de Guise-Lorraine dispose d'une cheminée monumentale dont le linteau, porteur des armes du cardinal propriétaire des lieux, et le fronton de hotte sont richement ornés au goût de la Renaissance française : rinceaux, cornes d’abondance, mascarons et grotesques, putti, griffons, etc. Les jambages sont doublés de pilastres surmontés de chapiteaux d'ordre composite.
Cette pièce abrita en 1559 les conciliabules entre Catherine de Médicis, le duc de Guise, son frère le cardinal de Guise et le jeune roi François II accompagné de son épouse Marie Stuart, visant à déjouer la conjuration d'Amboise initiée par les protestants. Les vitraux restaurés figurent des épisodes de la conjuration et un portrait du cardinal de Guise qui la réprima.

## Communsdu domaine

### Communs troglodytiques

#### Chapelle troglodytique

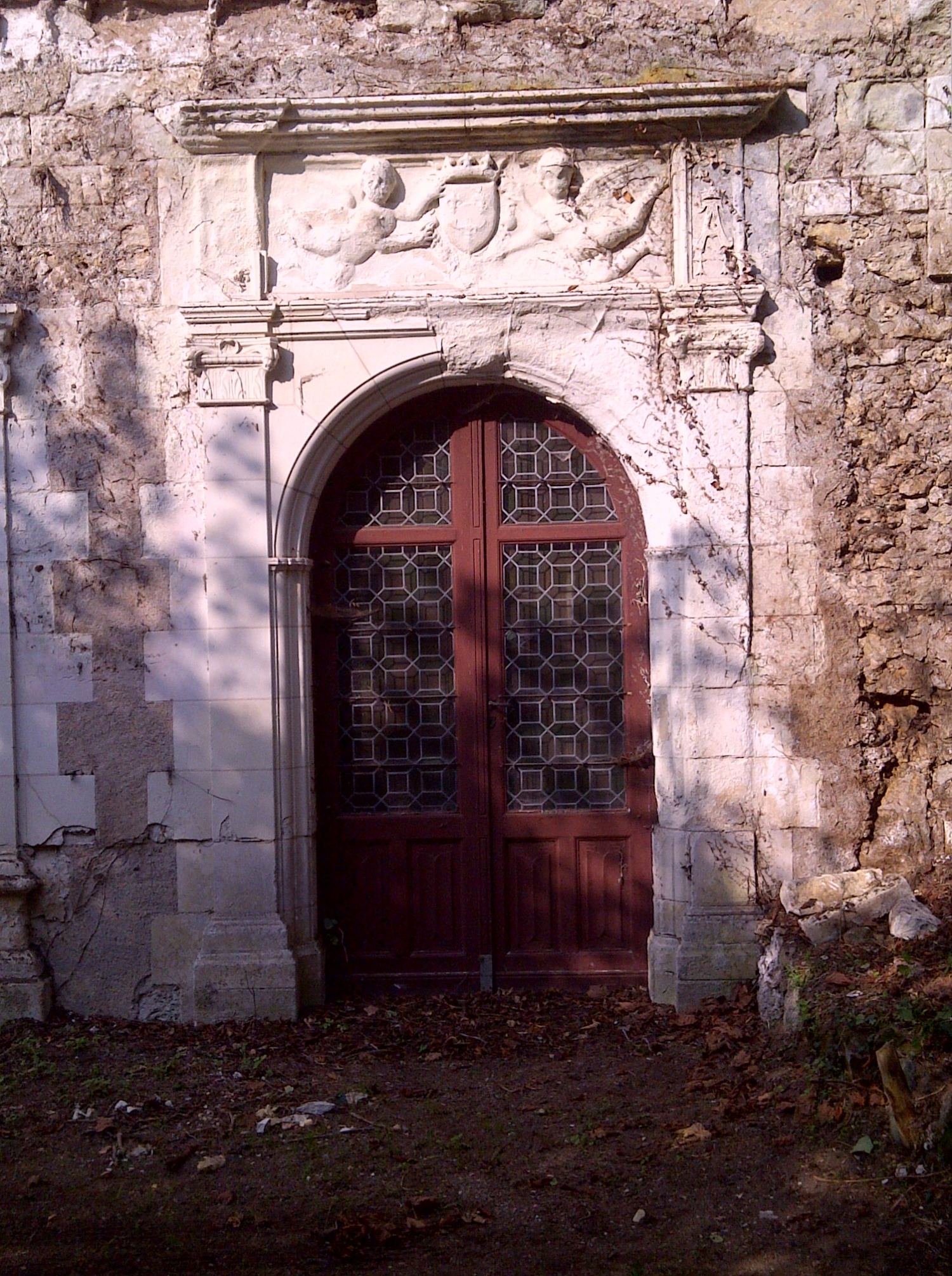
Façade de la chapelle

Le Logis royal ne disposant pas de chapelle lors de sa construction, René de Savoie alors détenteur du domaine fait réaliser une chapelle semi-troglodytique au pied de la falaise surplombant la partie est de la terrasse. Attenant au pignon-est du Logis royal avec lequel elle communique, elle est consacrée au culte marial par Yves Mahyeuc le 19 août 1515. Sa façade, dont le parement est en moellons, est ouverte d'une fenêtre et d'un portail arqué dont les tableaux sont maçonnés de pierres de taille en tuffeau blanc. Ce dernier est surmonté d’un trumeau sculpté aux Grandes armoiries de la Première Maison de Valois, flanquées des monogrammes de Louis-XII et d'Anne de Bretagne.
Un petit édicule de tuffeau blanc, sculpté dans le style des céramiques d’Andrea della Robbia, occupe le fond de la cavité. Il comporte : un panneau encadré de deux pilastres ornés de rinceaux (figurant des oiseaux, des arcs et des flèches ainsi que divers symboles religieux et profanes), un couronnement par un arceau orné de rinceaux et surmonté d'un vase en bas-relief figurant une « tête de Madeleine », une console à rinceaux sculptée d'un écu vide d'armoiries et un piédestal dont le dé est sculpté de deux diablotins. Cet édicule, de style italien, n'a pas son équivalent en Touraine. En outre, un blason en mauvais état aux armes de René de Savoie subsiste sur l'un des pilastres.
Une plaque de marbre de Paros, gravée d'une dédicace en latin et accompagnant l'emblème de Louis-XII le porc-épic, fut posée dans la chapelle Au début du XXe siècle.

#### Autres communs troglodytiques
Les cuisines sont closes par une façade dont le parement est en moellons. Cette façade est ouverte de deux fenêtres et d'une porte dont les tableaux sont maçonnés avec des pierres de taille en tuffeau blanc. Cette dernière est surmontée d'un trumeau orné d'un cartouche sculpté d'un écu, de rinceaux et de rosettes. Ces cuisines disposent d'une cheminée dont le manteau et la hotte sont maçonnés avec des pierres de taille en tuffeau blanc et dont le conduit (d'un mètre de section) traverse la roche sur une hauteur de 25 mètres.
Le chai, voûté et intact, bénéficie d'une température de 13 °C s'y maintenant toute l’année. Trois fours à pain, au moins contemporains de la construction du Logis royal, ont été redécouverts ; l'un d'eux, en parfait état, est visible sur la terrasse. La glacière vient elle aussi d’être redécouverte, à mi-parcours du « Sentier Dom-Pacello ». En outre, un colombier comptant 200 boulins est aménagé dans la falaise.

### Autres dépendances
Un puits encore en eau a aussi été redécouvert, à un emplacement inhabituel : sur la terrasse devant le Logis royal. Il est constitué d’un fut de 12 mètres de profondeur dont le chemisage est en pierres de taille.
Un moulin hydraulique à usage métallurgique (dit le « Moulin à Fer »), situé au bord de l'Amasse, dépendait en outre du domaine.
Un autre moulin se situait sur l'Allée de Chateau Gaillard doublée de double ormeaux (cadastre de 1804), appelé "Pont Moulin", se citait à cet endroit un pont romain à double arche qui fut détruit par Napoléon III pour la construction de tunnels de dérivation de la rivière Amasse destinés à protéger la ville d'Amboise d'inondations chroniques.

## Le Parc et  «les Jardins du Roy»

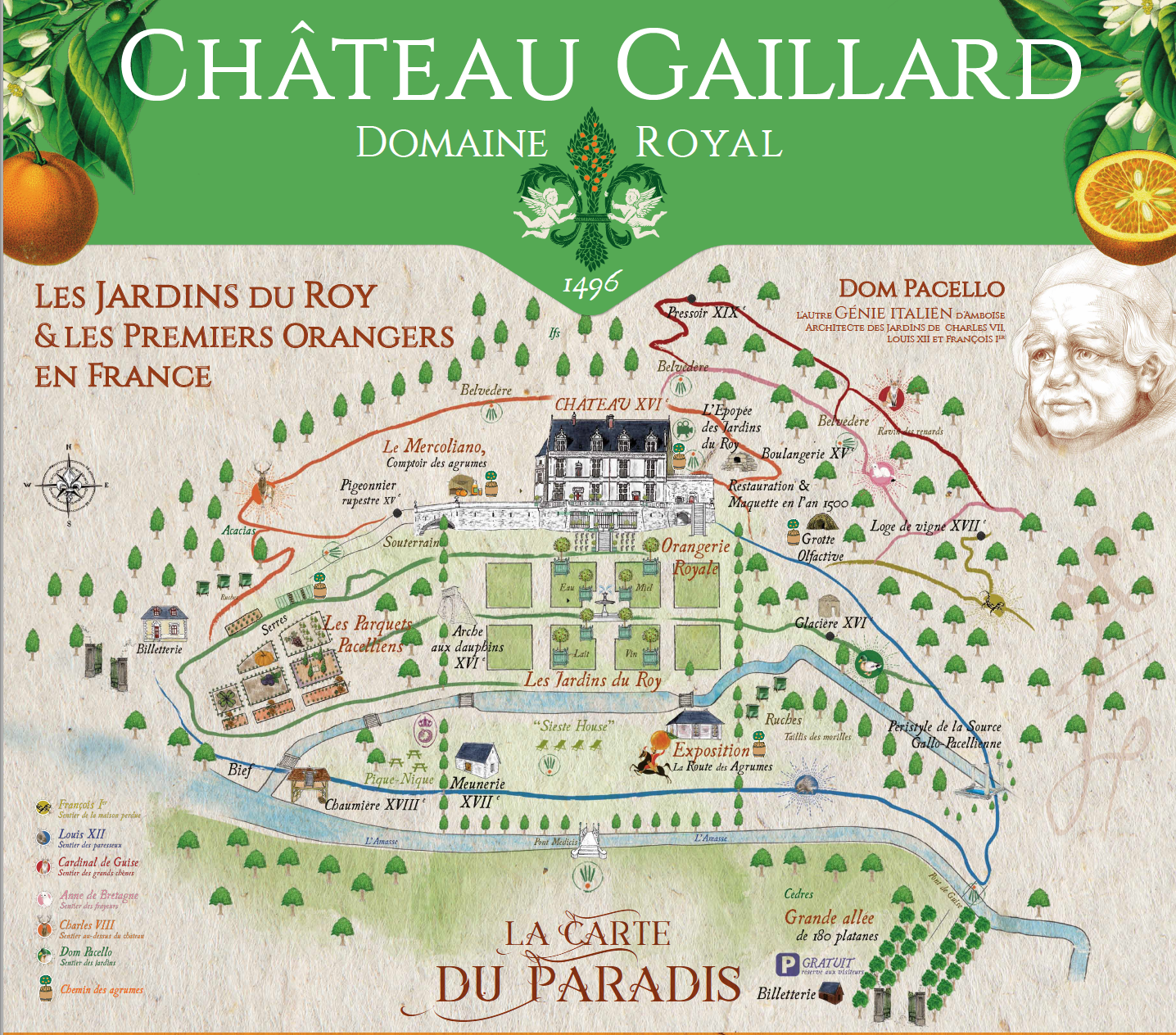
Plan de visite du domaine de Château Gaillard Amboise.

Le parc et Les Jardins du Roy comptent de nombreuses espèces d'animaux et de flore constituant une réelle biodiversité rare en ville. Il fut partiellement replanté par Jean Théodore Coupier, conservateur au musée du Louvre et propriétaire à la fin du XIXe siècle du domaine.
Un nouvel apport d'espèces rares en végétaux a été entrepris afin de prolonger et d'enrichir l'histoire du lieu (agrumes, conifères, grands arbres d'ornements, plantes méditerranéennes) et de lui redonner son aspect originel de la première Renaissance pacellienne issue de l'inspiration de Poggio Reale en Italie.
Lors des restaurations des dernières années ont été dégagés et retrouvés sept sentiers historiques jalonnant le domaine autour du château, du coteau, de la source, du verger et du potager royaux.

## Galerie

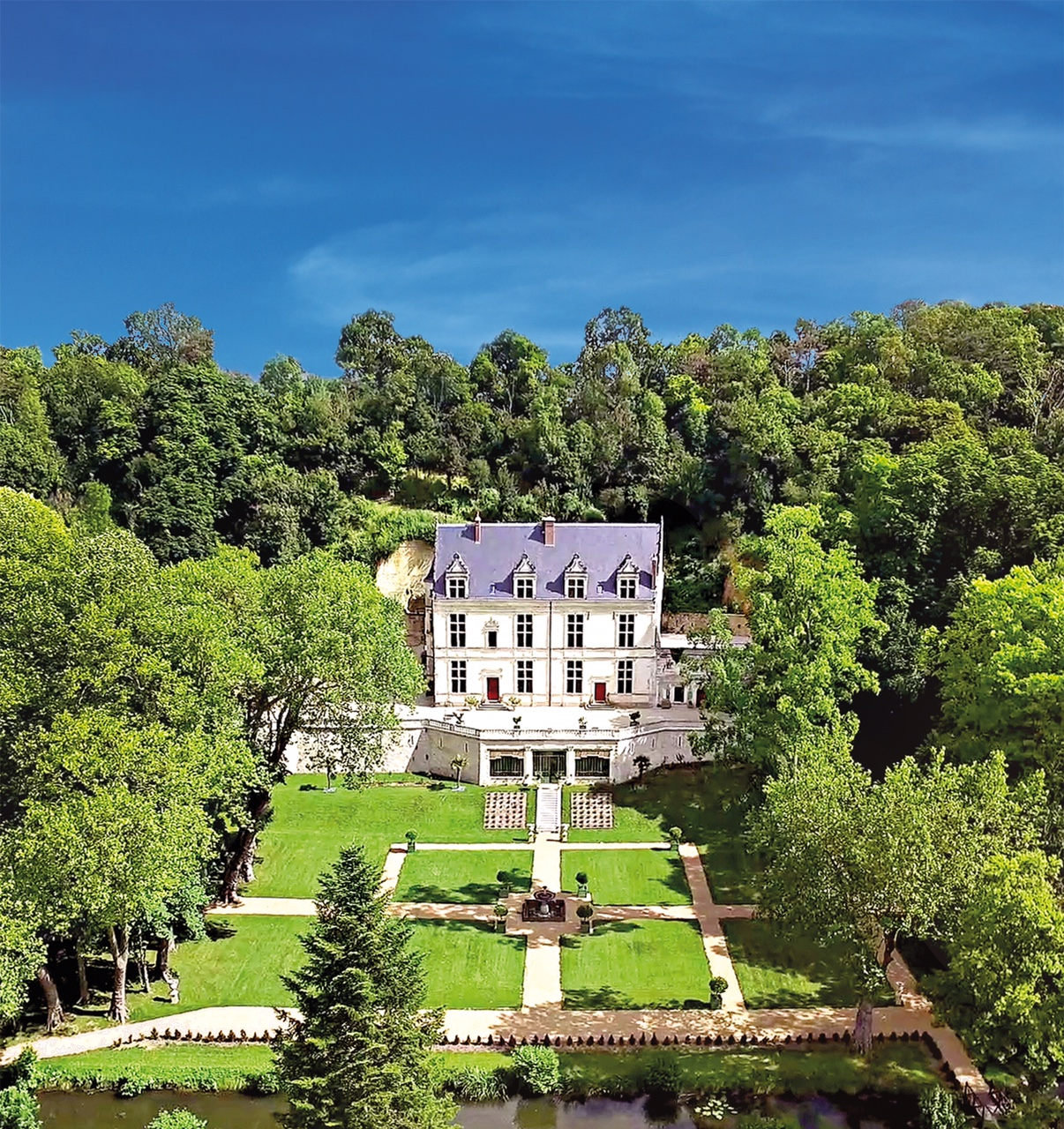
Château-Gaillard Amboise, domaine royal.
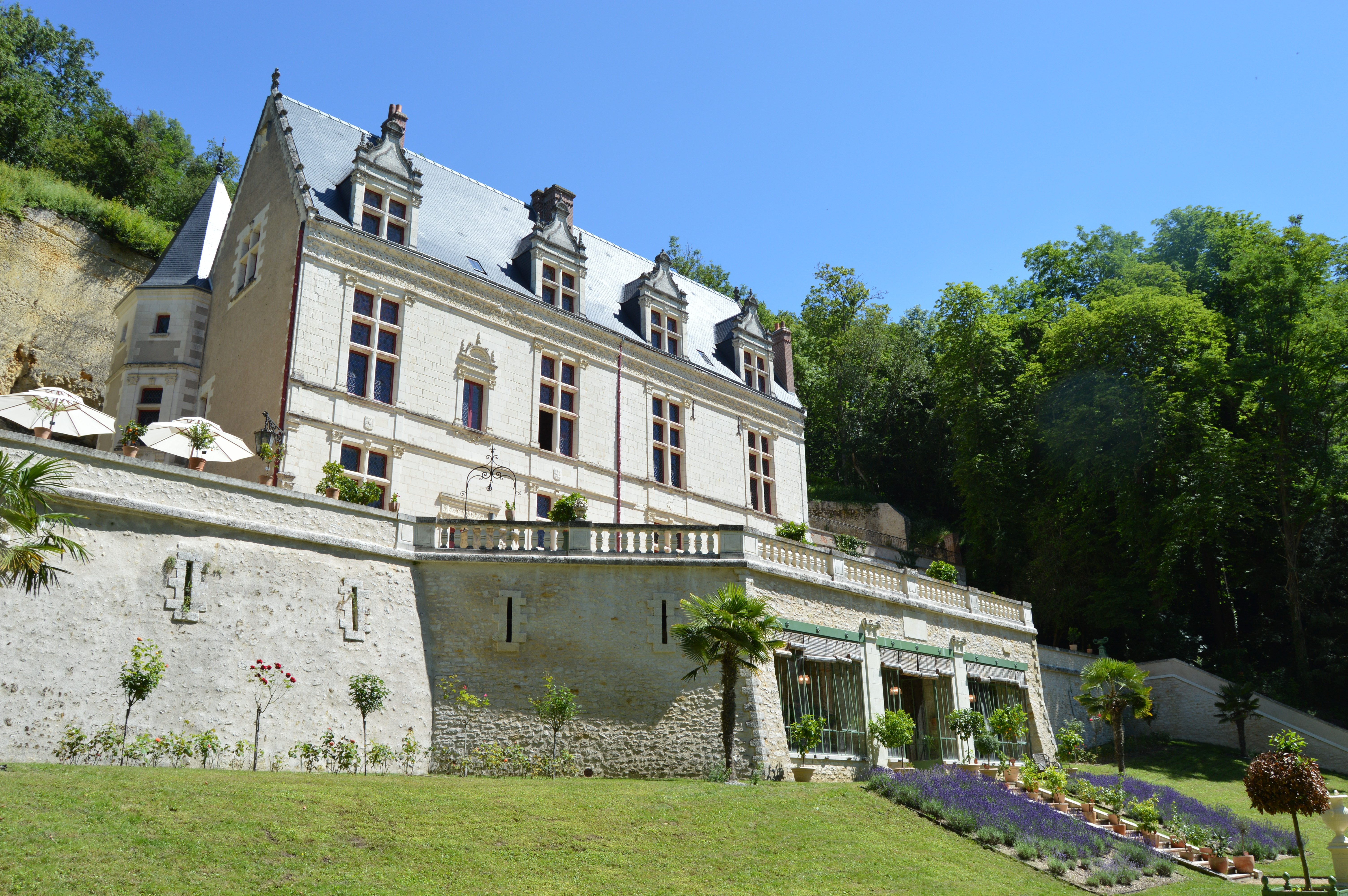
Vue latérale du château.
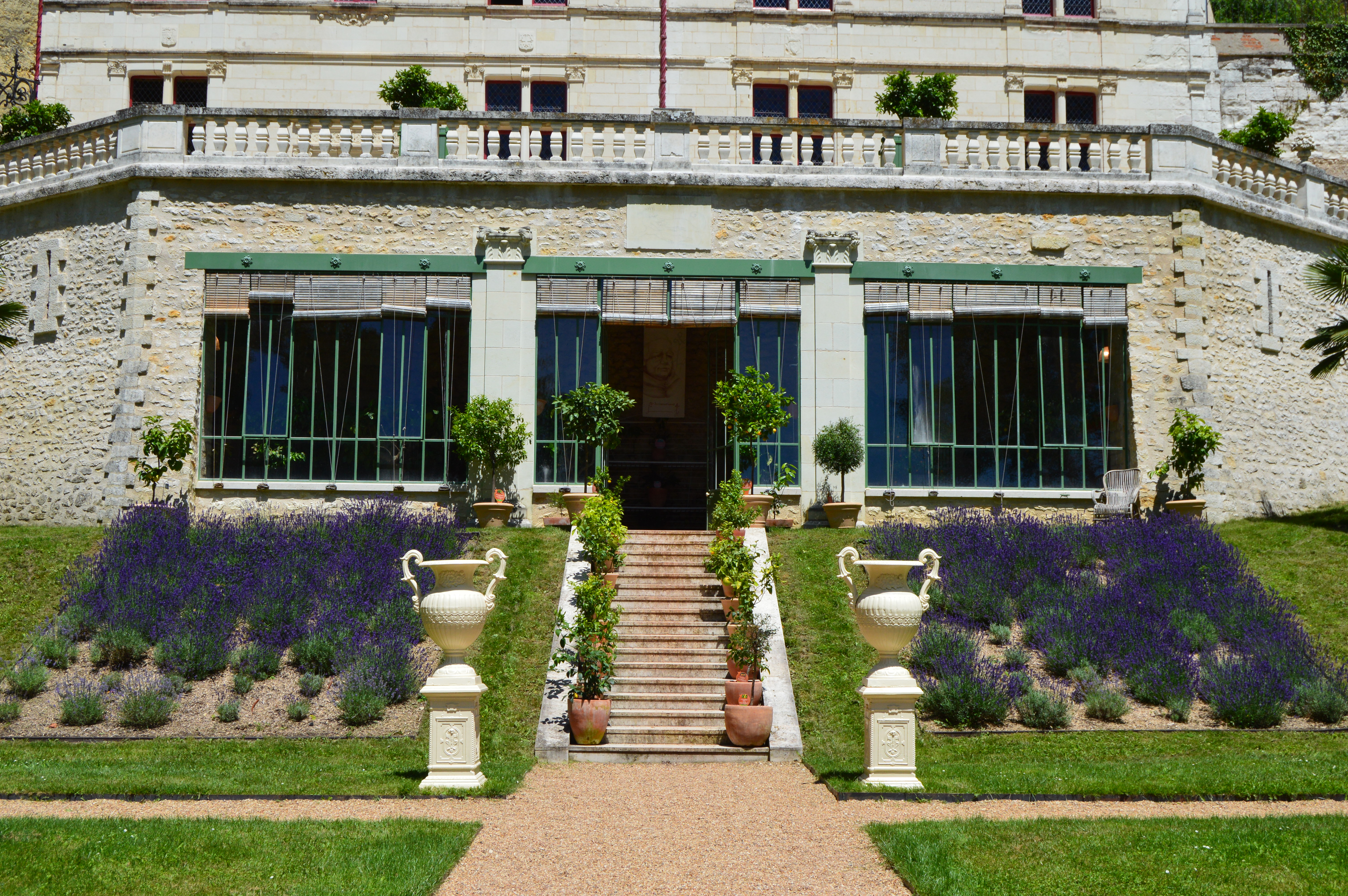
Entrée de l'orangerie royale.
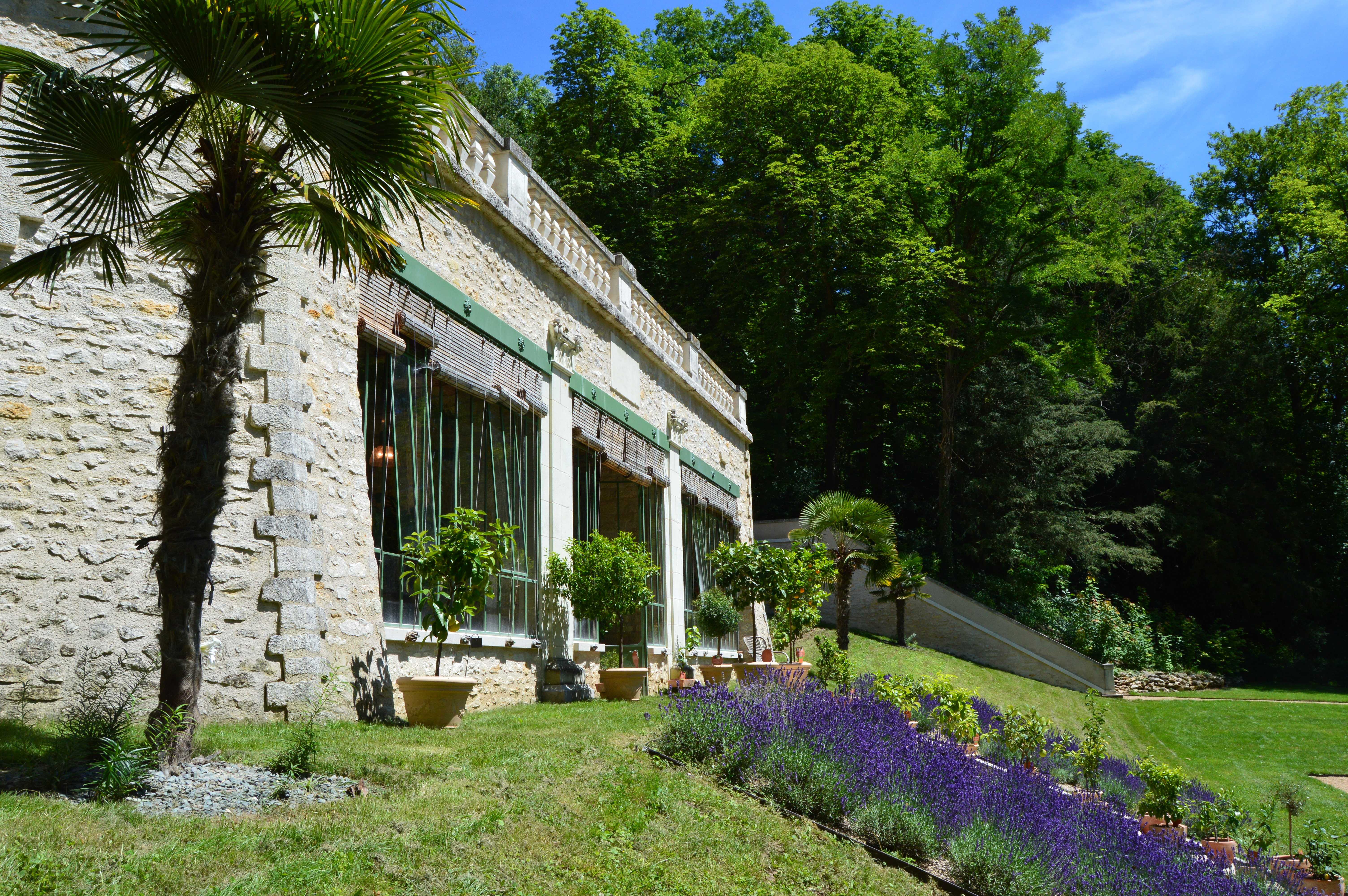
Vue latérale de l'orangerie.
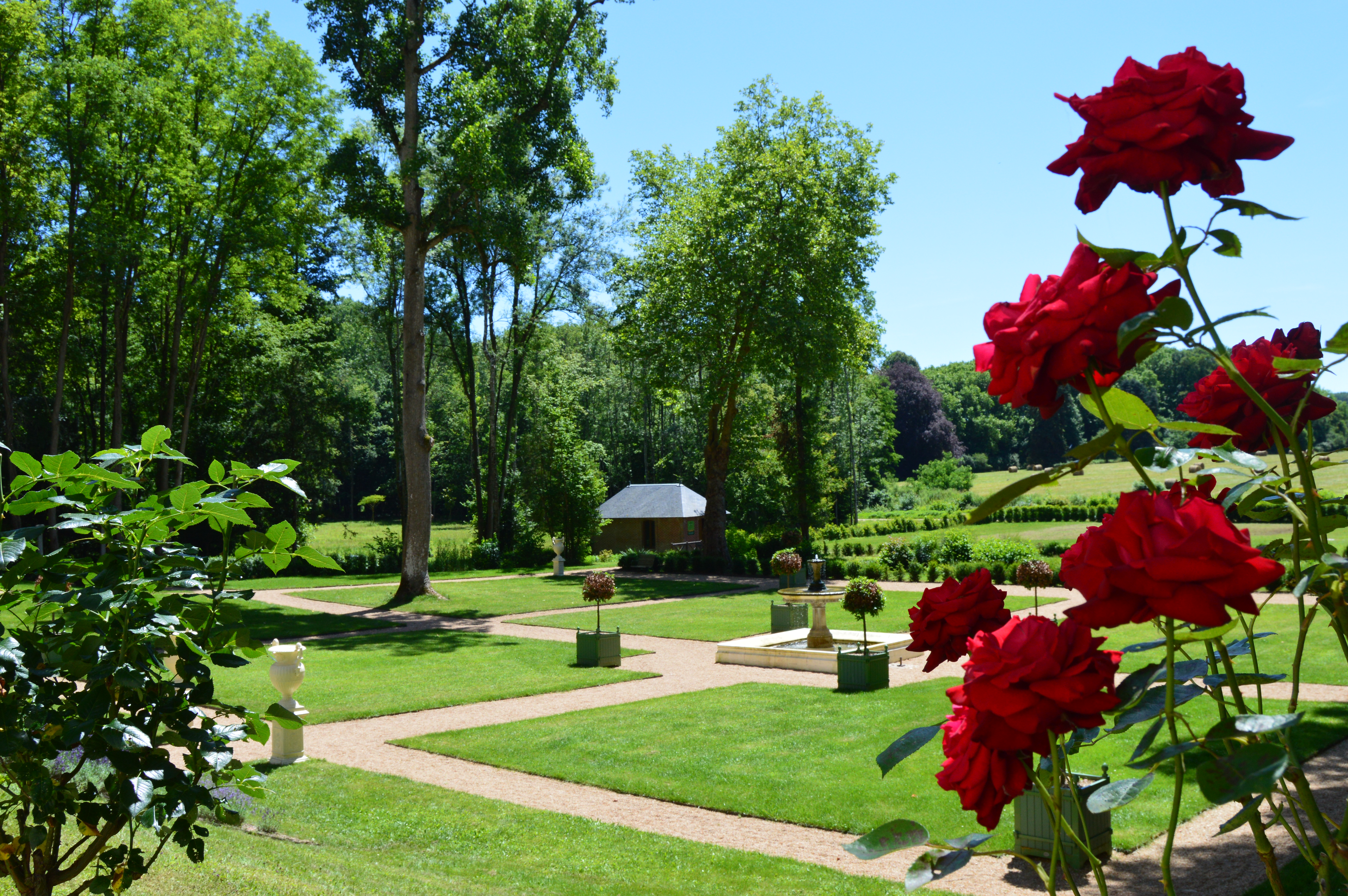
Vue sur les grands parterres.
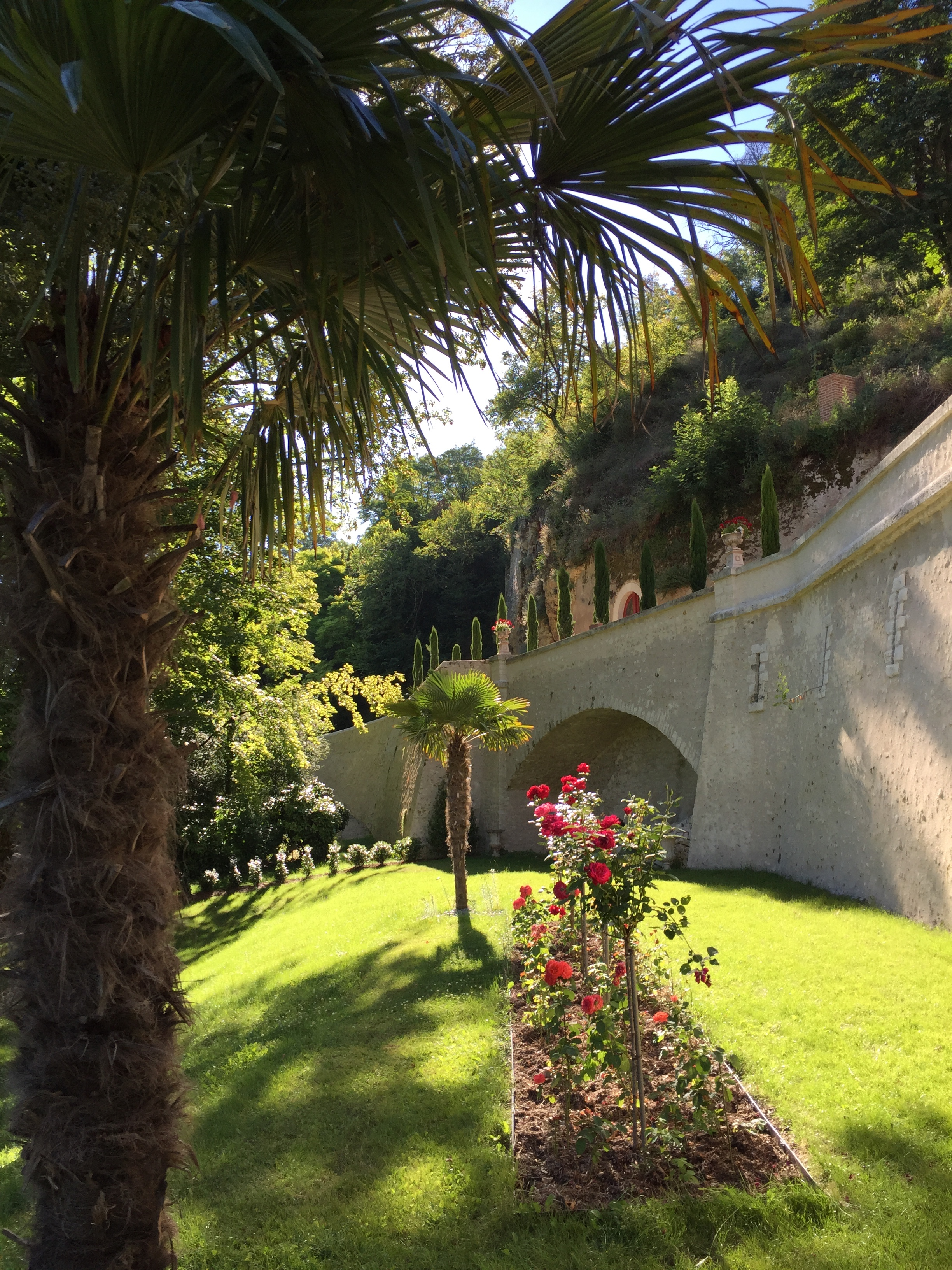
Vue latérale sur les grands parterres.
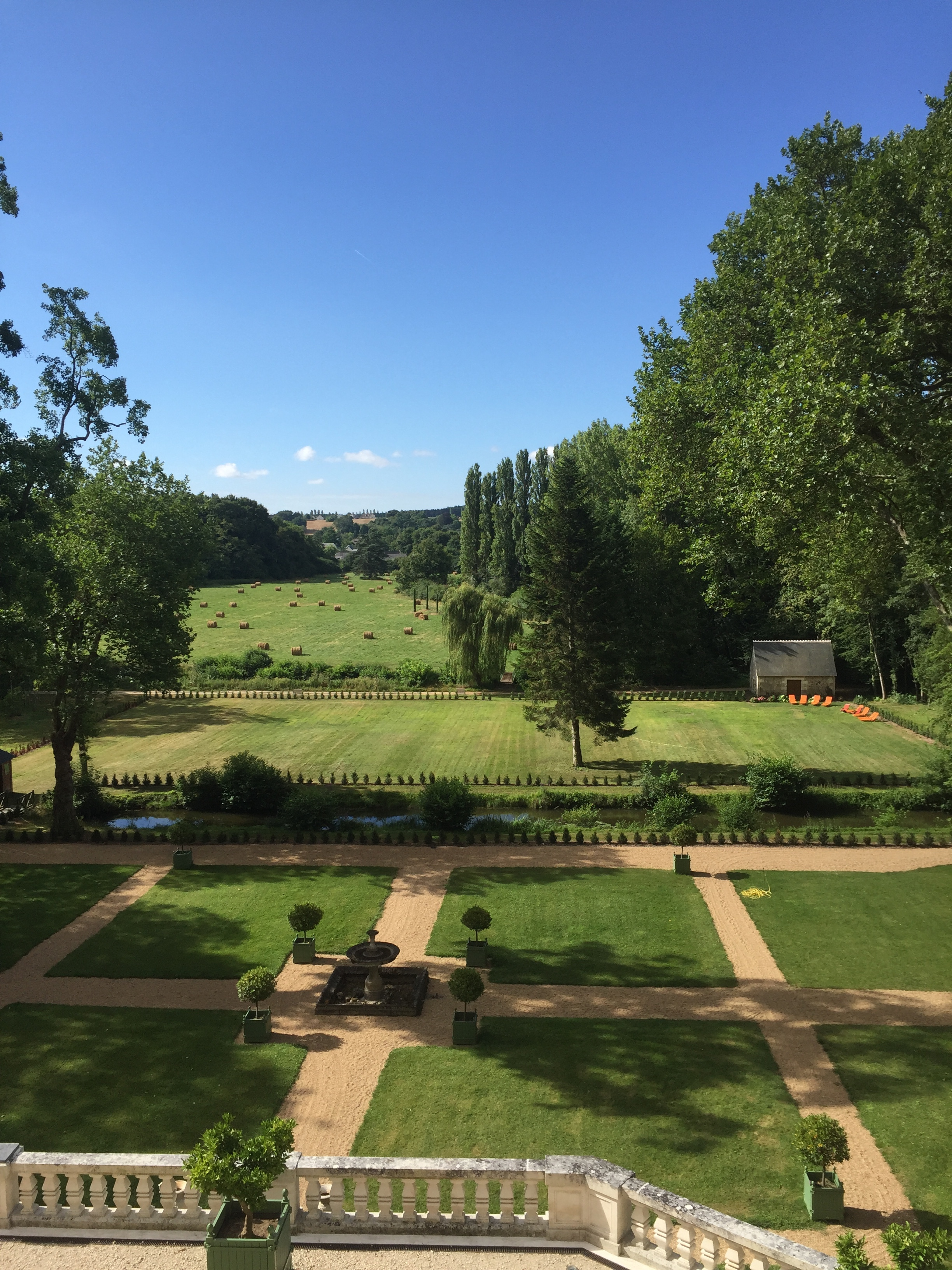
Vue sur les grands parterres classés.
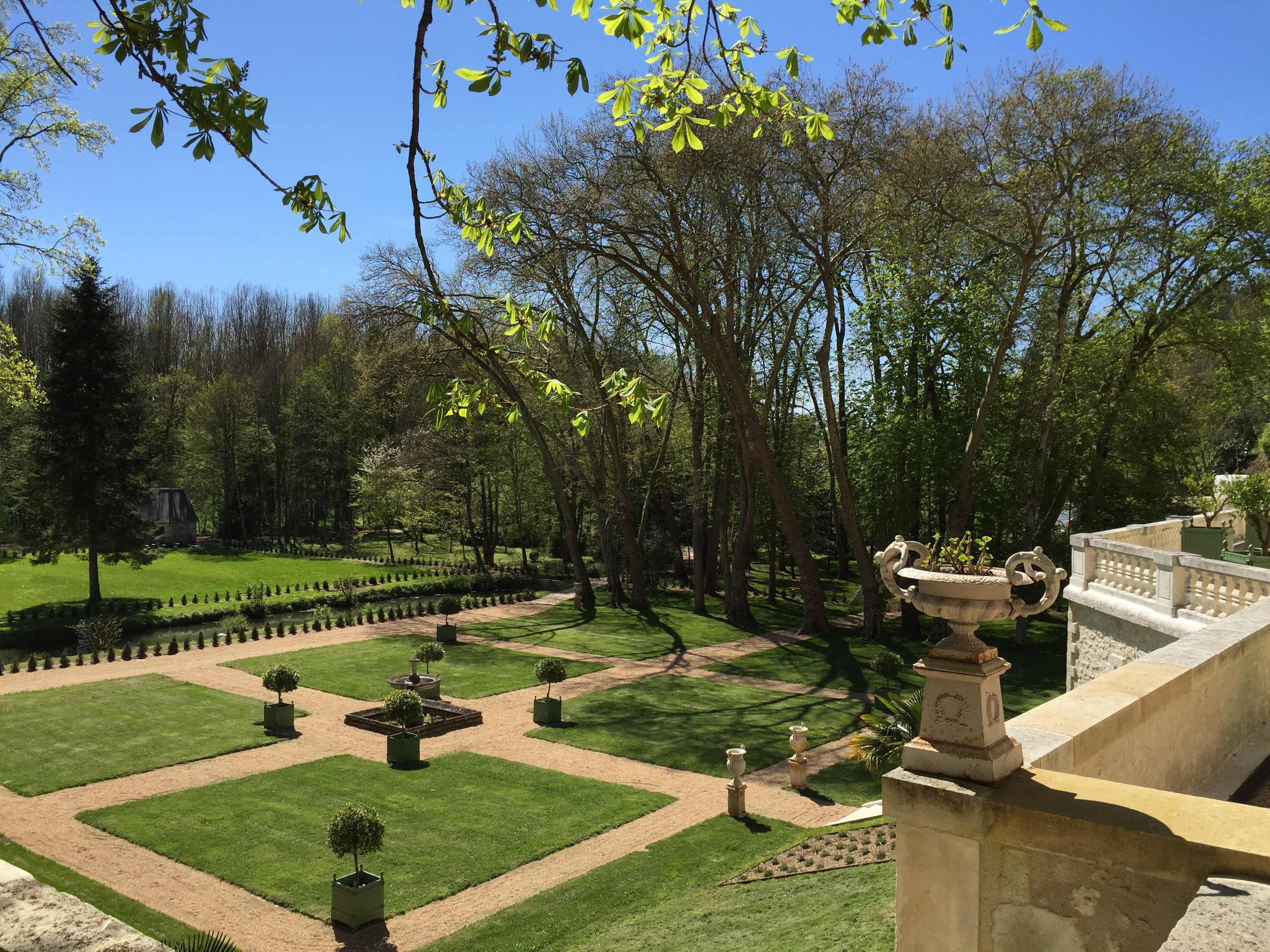
Vue sur les grands parterres classés.
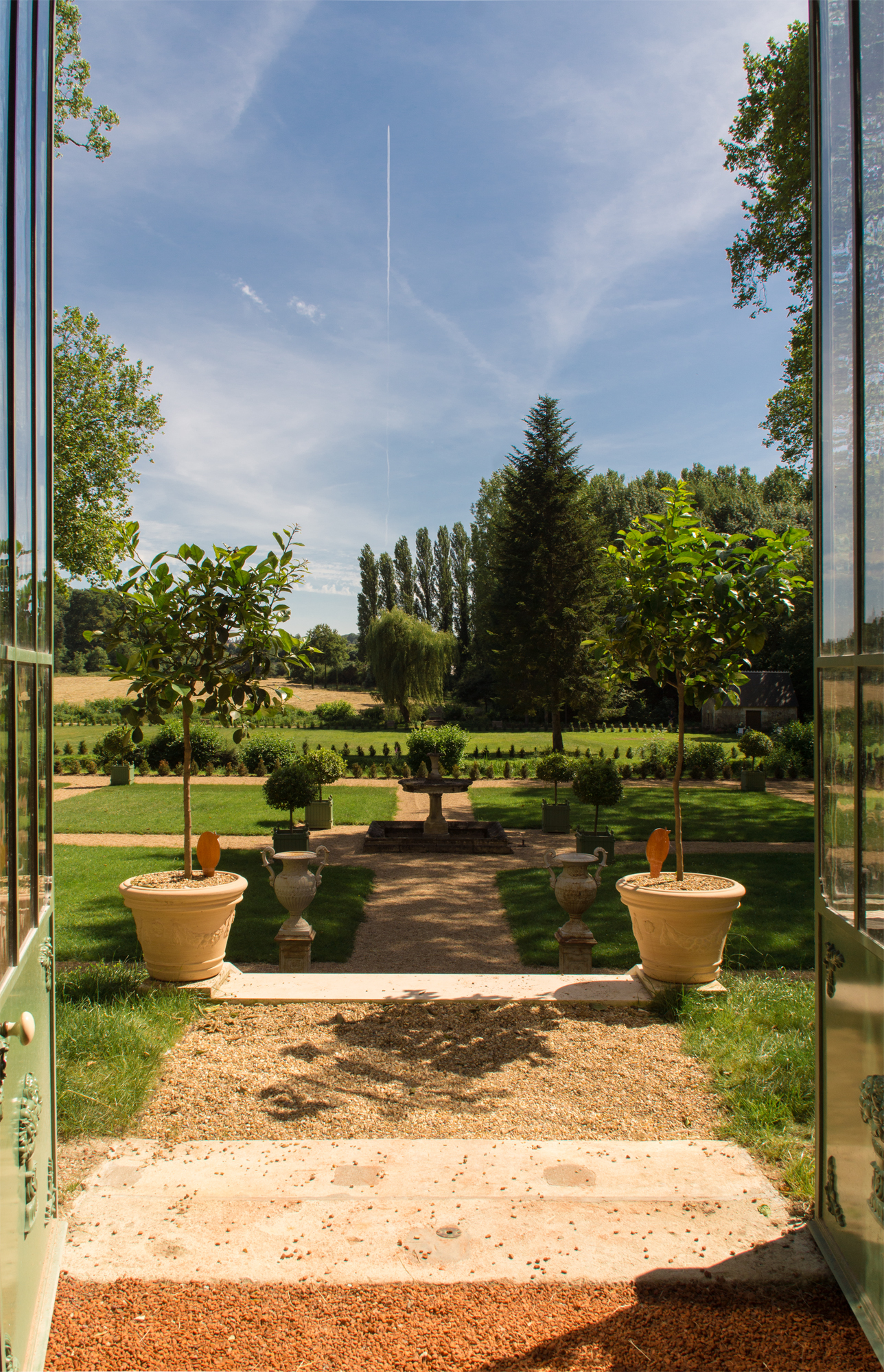
Vue depuis l'orangerie.
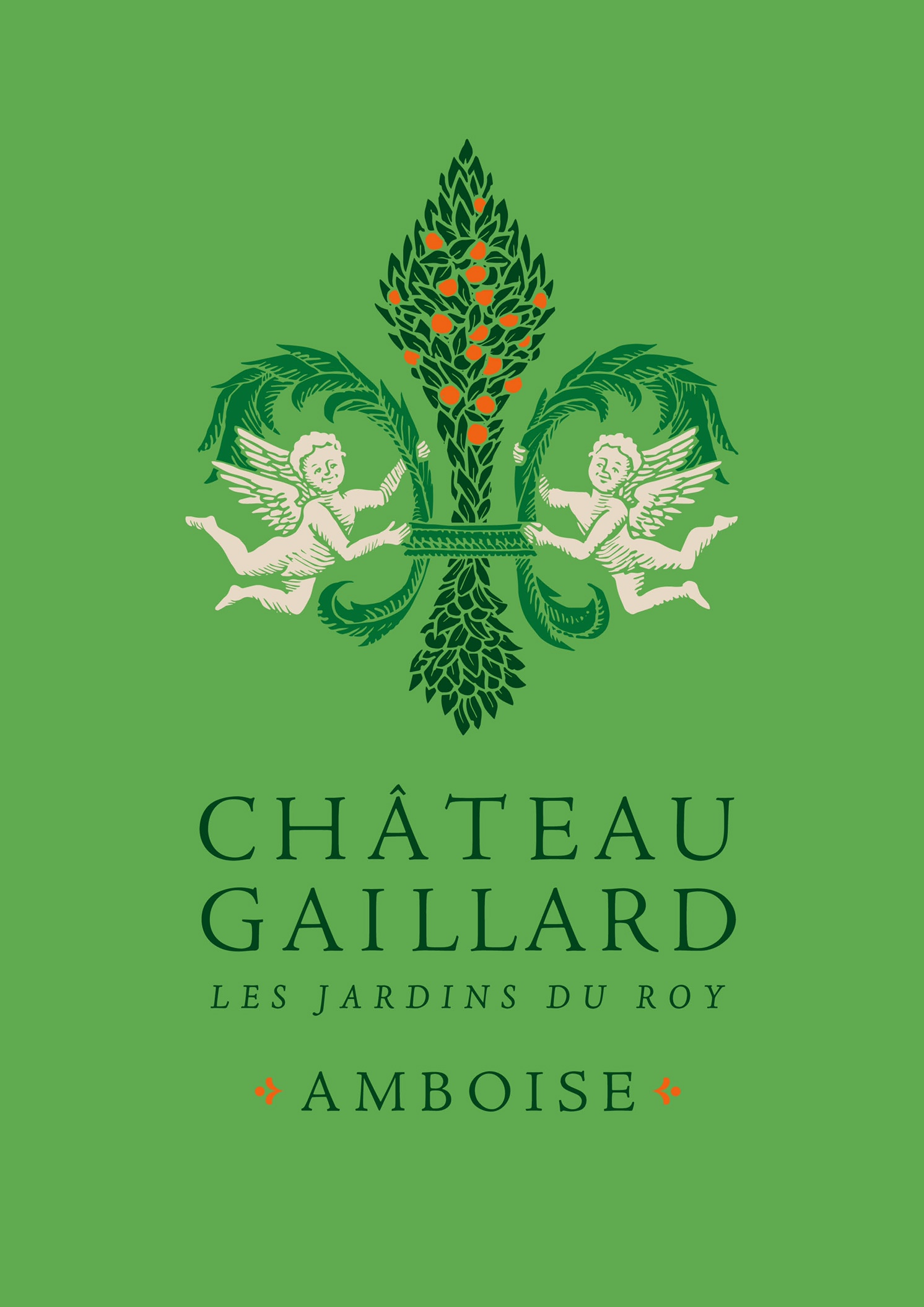
Affiche du château.